# Historia del Club América

## Orígenes

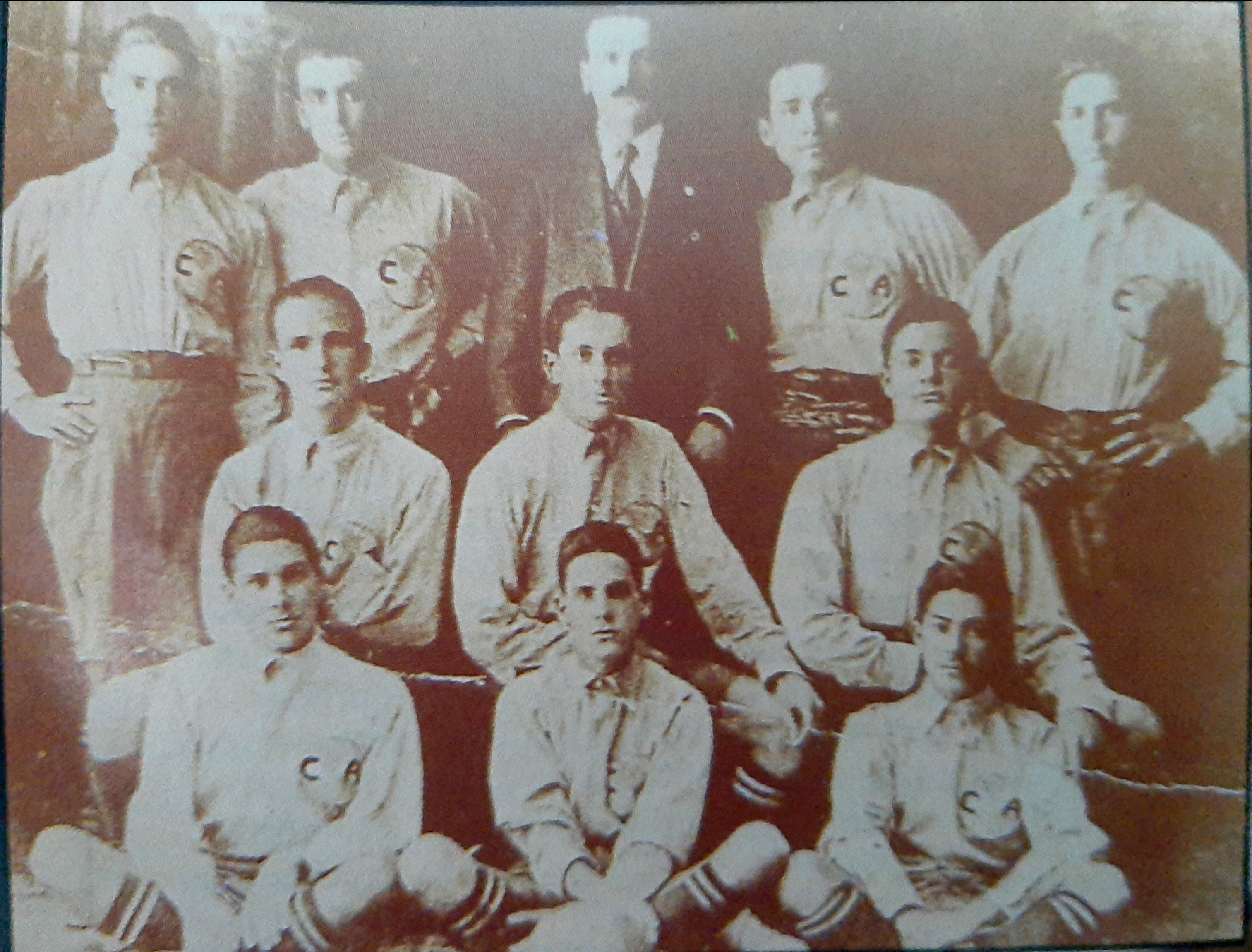
Primera fotografía del Club América en 1916, con el profesor Eugenio Cenoz al centro y de pie.

El auge desatado por el fútbol entre las colonias británica y española fue expandiéndose con rapidez dentro de la sociedad capitalina; en poco tiempo, las escuelas particulares de la Ciudad de México adoptaron el fútbol como el deporte de moda.
En 1914 en el colegio marista de "La Perpetua" se había formado un equipo llamado "Colón", cuyas principales figuras, Alonso Sordo Noriega, Luis Fabre e Ignacio De la Garza, veían con desánimo que muchas veces no alcanzaban a juntar a los once jugadores reglamentarios; su entrenador y fundador, Eugenio Cenoz, les propuso unirse a otro equipo para ser más competitivos.
A principios de 1916, el fútbol era practicado con avidez por los jóvenes estudiantes de los colegios jesuitas y maristas. En el Colegio "Mascarones", un grupo de muchachos que no rebasaban los trece años de edad, encabezados por Rafael Garza Gutiérrez "Récord" y Germán Núñez Cortina, decidieron crear un equipo con los mejores jugadores de la escuela.
El 6 de enero, muy cerca del colegio vivía doña Calixta Cortina, viuda de Domínguez, la "tía Calita", a quien su sobrino Germán pidió su casa para realizar la primera reunión. Ahí, en la calle José Antonio Alzate 136, colonia Santa María la Ribera, nació el equipo Récord.
El equipo de los Mascarones contaba con suficientes jugadores de calidad pero carecía de uniformes y solo tenían un balón para entrenar. Los de La Perpetua, en cambio, tenían prometidos varios metros de tela de casimir para la confección de los uniformes; además contaban con dos balones ingleses de excelente calidad.
Decidieron reunirse el 12 de octubre de 1916 para concretar la fusión. Los muchachos se congregaron en los llanos de La Condesa para discutir el posible nombre del equipo. Las propuestas fueron muchas, entre ellas la del entrenador Eugenio Cenoz, que propuso Campeador; pero al final ganó por unanimidad la de Pedro “Cheto” Quintanilla, quien sugirió el nombre de América, puesto que ese día se conmemoraba la llegada de Cristóbal Colón al continente americano; además sería el propio Quintanilla quien diseñó el escudo del club, consistiendo este en un círculo que contenía la silueta del continente, todo en colores azul y crema, así como las iniciales "C y "A, correspondientes al nombre del equipo flanqueando la figura continental.
Los jugadores fundadores del equipo, eran en su totalidad de origen mexicano, algo inédito en un tiempo en el que los clubes estaban integrados en su totalidad por jugadores extranjeros, o en su defecto incluyendo solo algunos elementos nacionales, como era el caso del paradójicamente llamado Club México. El plantel estaba conformado por:
- Carlos Brehen
- Luis Brehen
- Adrián Domínguez
- Florencio Domínguez Cortina
- Eduardo Domínguez Cortina
- Ernesto Gómez
- Francisco Martínez
- José Noriega
- Adrián Oribe
- Jorge Pereda
- Palma Pérez
- Alonso Sordo Noriega
- Manuel de la Garza
- Rafael Garza Gutiérrez

El naciente equipo propuso formar una directiva que realizara las gestiones necesarias para ser aceptado en la Liga Mexicana. Como presidente quedó a cargo Florencio Domínguez Cortina, cuya primera tarea fue la de crear dos categorías en el nuevo club: la mayor, en donde jugarían todos aquellos mayores de 15 años y que sería la que iba a buscar un sitio en el torneo de liga, y la menor, en la que participarían los menores de 15 años y la cual estaría a cargo de Rafael Garza Gutiérrez, quien contaba con solo 13 años de edad.
El club fue nutriendo su plantel de estudiantes y competía ante equipos de colegios similares como el Juárez, Savignon, San José o el Franco Inglés. El éxito obtenido por la escuadra americanista, que salió victoriosa en todos los torneos interescolares en los que participaba, motivó a sus directivos a que decidieran solicitar su ingreso a la Liga Mexicana de Football Amateur Association en julio de 1917. De acuerdo a los estatutos de este circuito, para ingresar, el equipo debía sostener una serie de tres encuentros ante los equipos de la Asociación y dependiendo de los resultados se decidiría la admisión. El equipo pasó la prueba, ganó dos, a Germania FV y Club México y empató uno,  ante el poderoso España.

Fuimos al campo el domingo pasado, esperando aburrirnos soberanamente, un club novel, el América, medía sus fuerzas con el respetable Júnior. El desastre del primero, era a nuestro juicio, inevitable.

Así comienza la crónica del semanario Rojo y Gualda del primer juego oficial del América en el exclusivo Campo del Club España el 21 de octubre de 1917, que terminaría con derrota 0-1 ante el Júnior Club. Su primera victoria sería en la segunda jornada el 4 de noviembre de 1917; 2-0 sobre el Deportivo Español, con goles de Abel Flores Reyes. Su inicio en la Liga fue titubeante y al final de la temporada 1917-18 terminó en el último lugar. En su debut en la Copa Tower el 31 de marzo de 1918 logró una histórica victoria en el juego de ida de la primera ronda ante el España 2-1, sin embargo, fue goleado y en consecuencia eliminado en el juego de vuelta al perder 3-0.

## Los primeros años

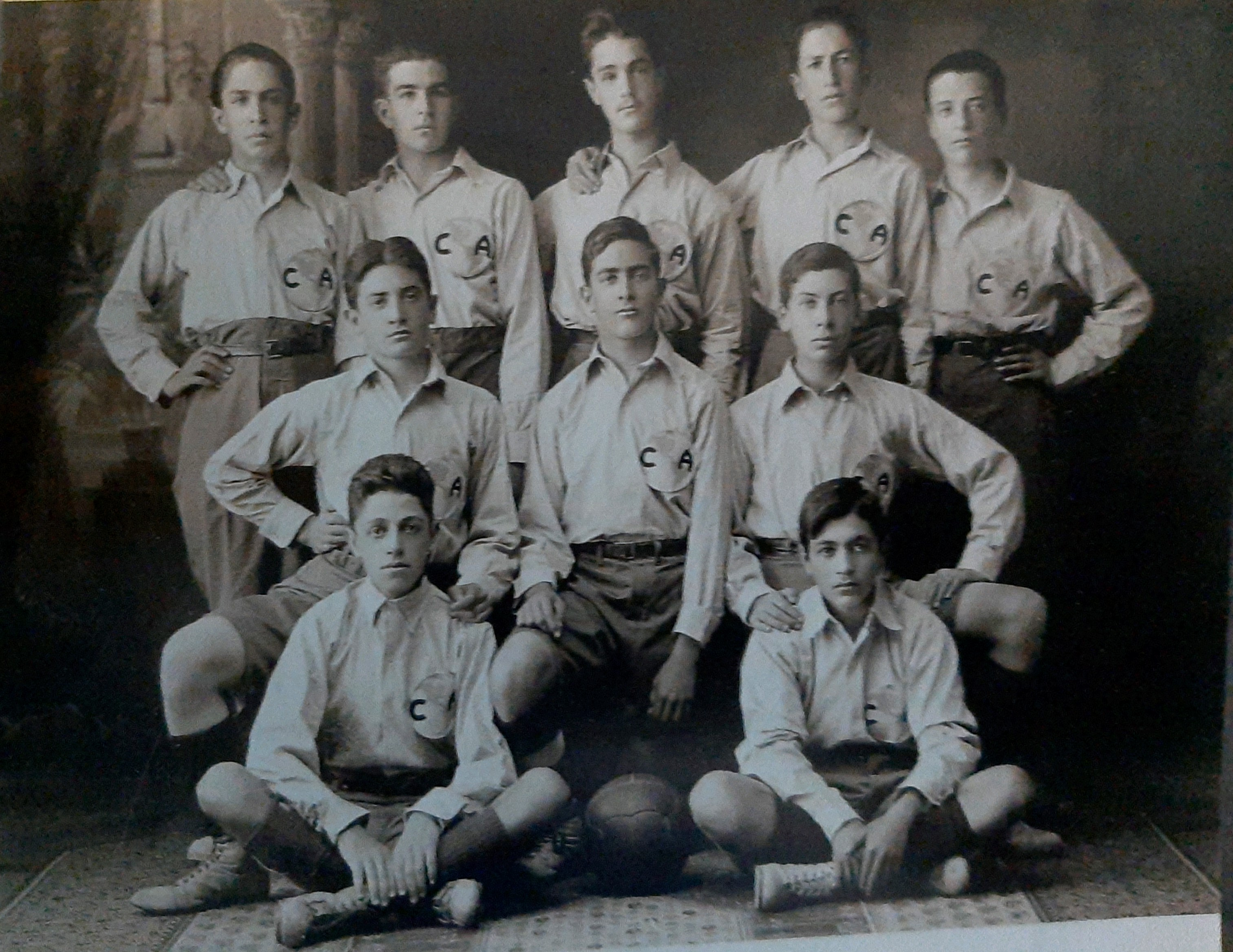
Primer plantel del Club América que participó en la Liga Mexicana 1917-18.

Tras los resultados obtenidos en la campaña de debut, el América se vio obligado a nutrir su plantel con jugadores de los colegios maristas Savignon, Alvarado y San José. Por ese motivo y para evitar confrontaciones entre los nuevos miembros y los jugadores originales, se adoptó un nuevo nombre más conciliador en mayo de 1918: Club Centro Unión. Con esa denominación se inscribió en la Copa Amistad, organizada por el Asturias, club de reciente formación, que con dicho torneo pretendía medir su capacidad frente a equipos de la Primera Fuerza; el Unión con una destacada actuación ganó el torneo, el primero de su historia, aunque de carácter no oficial.
El que sí habría de convertirse en su primer campeonato oficial sería la edición 1919-20 de la Copa Tower, el más respaldado, por la Asociación de Aficionados, de los certámenes coperos que se organizaban al final de cada torneo liguero, y primer antecedente de la Copa México. El equipo inició su participación en la primera ronda venciendo 2-1 al Club México, en la semifinales dio cuenta 2-0 del Germania FV; el 27 de junio de 1920 obtuvo el campeonato al vencer en la final 1-0 al Asturias con gol de Alfredo García Besné.
Contrario a la tendencia vigente de la época, en la que los clubes de la Liga Mexicana jugaban con cuadros compuestos íntegra o mayoritariamente por jugadores extranjeros, el conjunto americanista se distinguió durante sus primeros tres lustros de existencia por integrar en su mayoría al plantel con jugadores mexicanos; De hecho el primer jugador extranjero en la historia del club llegaría dos años después de su fundación, en 1918, su nombre era Alcinde Prodoscime, de origen italiano.
Ciertos disgustos entre algunos integrantes del Unión, fueron rápidamente aprovechados por los elementos de mayor raigambre americanista, para restituir el antiguo nombre en febrero de 1920. Previo al arranque del torneo de liga, el América logró arrebatarle la Copa Vizcaya, de carácter amistoso, al España. En esta temporada (1920-21) el América se enlistó en la separatista Liga Nacional, que un año antes había sido organizada por el expulsado España y los clubes Tigres y España de Veracruz. Su separación de la Liga Mexicana se prolongó por una temporada más.
En ese mismo año empezó a formarse el cuadro base que les permitiría aspirar al título. Las primeras adquisiciones fueron Enrique “Matona” Esquivel y Horacio Ortiz, que venían del extinto Pachuca. Después recibieron a un grupo de orizabeños muy experimentados que estudiaban en la Ciudad de México. El primero de ellos en ponerse la camiseta crema fue Firpo Nadal que llegó en 1923. Luego le siguieron Ernesto Sota, Juan Terrazas, y los hermanos Hesiquio y Luis Cerrilla. El equipo había ganado en fortaleza física y velocidad.
Con la reunificación de la Liga Nacional y Liga Mexicana, nació formalmente el Campeonato de Primera Fuerza de la FMF en la temporada 1922-23. Misma en la que el cuadro americanista terminó en tercer lugar. El silbatazo inicial sería la tarde del domingo 22 de octubre de 1922 en el Parque España. En el partido inaugural se enfrentaron América y el España. Los Cremas se impusieron 2-0 con anotaciones de José "Camote" Izquierdo, anotador del primer gol, y Alfredo García Besné.
Para finales de 1922 el embajador de México en Guatemala, Juan de Dios Bojórquez, invitó al único equipo de la Primera Fuerza compuesto en su mayoría por jugadores mexicanos, el América, para disputar una serie de encuentros amistosos realizados a principios de enero de 1923 contra el Comunicaciones en la capital de aquel país, siendo así el primer representante del fútbol mexicano en el extranjero. Si bien, el equipo Comunicaciones recibió el aval de su Federación para ser reconocido como Selección de fútbol de Guatemala, esto no ocurrió con el América, por lo que dicha gira no fue oficializada, ni reconocida como los primeros partidos de una "selección nacional mexicana". Sin embargo, sí representaron los primeros juegos internacionales de un club mexicano. Aquellos duelos escenificados los días 1, 4 y 7 de enero concluyeron con dos victorias mexicanas 3-2 y 4-1 en el primer y tercer partido; y una derrota 3-1 en el cotejo restante.
En reciprocidad a la serie jugada en enero, la Selección de fútbol de Guatemala, realizaría una gira en la Ciudad de México a finales del mismo 1923. Ahora sí, oficializada y reconocida como Selección Mexicana de Fútbol, se formó una escuadra integrada con la base del América y reforzada con elementos del Necaxa y el Club México. La selección mexicana disputaría su primero de tres encuentros amistosos el 9 de diciembre en juego celebrado en el Parque España.
En el primer viaje del equipo, un jugador de América da nacimiento al "siquitibum", porra que entonces alentó a los jugadores y que aún hoy lo sigue haciendo. Su creador, Carlos Garcés, tomó por referencia el sonido que hacía la locomotora del tren en que viajaba con el equipo. Rafael Garza Gutiérrez, fue el capitán de la primera selección nacional, para con el paso del tiempo, convertirse en director técnico del Club América, así como de la Selección mexicana.
En la campaña 1923-24, terminó empatado en el primer lugar con el España, por lo que tuvo que realizarse un partido de desempate, que al final ganaría el cuadro hispanista con marcador 2-1. Un acto de honestidad deportiva o fair play impidió la coronación americanista; luego de que el capitán y entrenador Rafael Garza Gutiérrez preguntara al delantero Alfredo García Besné, si el gol que había anotado (y qué significaba el 2-0 del cuadro crema) había sido con la mano. Ante la afirmativa del jugador, "Récord" Garza reportó el incidente, el gol se anuló, el equipo albinegro remontó, ganó el partido y en consecuencia el título.

## El Tetra campeonato

### Primer título: 1924-25

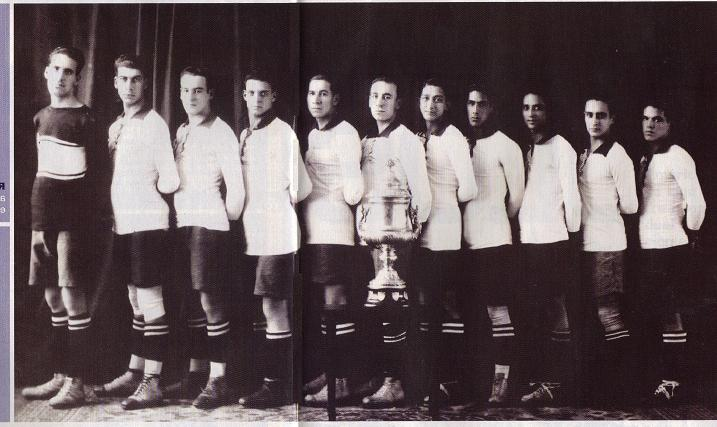
Plantel del Club América que consiguió el primer Campeonato de Liga en la temporada 1924-25.

El inicio del campeonato fue positivo, América ganó sus primeros cinco partidos. El primer contratiempo llegó tras las fiestas decembrinas con un empate ante otro contendiente, Asturias. Sin embargo, América encabezado por jugadores como Alfredo García Besné y Juan Terrazas, se repuso rápidamente para ganar tres de los siguientes cuatro partidos. El triunfo 1-0 ante Asturias el 1 de marzo de 1925 en la jornada 10 fue definitivo; todo se decidió en el Campo Asturias, en un cotejo que estaba empatado a cero hasta tres minutos antes del final, cuando el capitán y referente del equipo, Rafael Garza Gutiérrez "Récord", mandó un centro a la ubicación de Juan Terrazas, que eludió al arquero y mandó el balón al fondo de la red. A dos fechas del final de la campaña, América aseguró la cima de la tabla, y en consecuencia el campeonato. 
Bajo el mando de Rafael Garza Gutiérrez "Récord", que ejerció como entrenador-jugador, de los 12 partidos que disputó en el campeonato 1924-25, América ganó 10 y empató dos, quedando invicto; anotó 22 goles y recibió solamente cuatro, al tiempo que el ariete Alfredo García Besné conquistó el título de goleo individual con 10 anotaciones.
El naciente éxito del equipo empezó a generar elementos de identidad entre sus aficionados, de tal manera que, además del célebre "siquitibum", durante el juego contra España, y de manera espontánea, familiares del jugador Germán Núñez Cortina comenzaron a corear una nueva porra: "¡Fibra América, fibra!" Dicha porra se alternó con la ya mencionada para volverse las oficiales del club.

### Segundo título: 1925-26
El bicampeonato llegó un año después, cuando los equipos españoles habían decidido abandonar la liga ante la molestia de que un equipo mexicano se proclamara campeón, regresando a la misma unas semanas después para que el torneo se pudiera desarrollar. Los conjuntos hispanos, que vieron el campeonato del América como una afrenta a su dominio, decidieron reforzarse para la siguiente campaña. La temporada 1925-26 se preveía como una de las más disputadas en la historia. América supo defender su título desde el primer momento, ganando 9 de los 12 partidos disputados. Los Cremas sumaron a su destacada defensiva, una delantera efectiva que promedió 3 goles por juego. 
En febrero de 1926 la escuadra cumplió 24 meses sin conocer la derrota antes de enfrentar al Asturias, equipo con el cual disputaban la cima de la tabla general. El juego quedó marcado por la polémica cuando el árbitro finalizó prematuramente el encuentro ante el reclamo asturiano, los americanistas tuvieron que regresar de los vestidores para jugar los minutos restantes. Al final, ambos equipos quedaron empatados en la cima de la tabla al concluir el calendario regular, por lo que la Liga en un hecho sin precedentes, buscó favorecer a Asturias para evitar que los equipos españoles intentaran retirarse nuevamente del campeonato, se decretó que América y dicho equipo tendrían que disputar una serie de tres partidos para definir al campeón. Tras la división de victorias en los dos primeros cotejos, 2-1 a favor del América en el primero y 4-1 para los asturianos en el segundo, todo debía definirse el 9 de mayo de 1926 en el Parque España; con gol de Juan Terrazas América ganó el partido 1-0 y con ello el título.

### Tercer título 1926-27

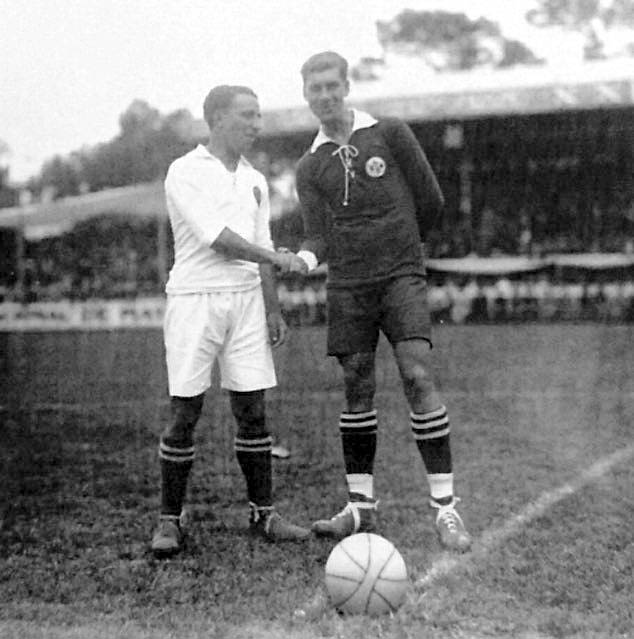
Rafael "Récord" Garza, saludando al jugador del Real Madrid, Félix Quesada, previo a un juego amistoso en 1927.

A la generación de bicampeones americanistas se unieron previo al inicio del torneo de Liga 1926-27, el jugador Benito Contreras proveniente del Deportivo Toluca, el arquero suplente Bracho y el director técnico Percy Clifford. El América se impuso sobre sus adversarios durante el torneo, incluyendo la mayor goleada en la historia del club al vencer 10-0 al Germania FV el 19 de diciembre de 1926. Al arribar a la última jornada, el cuadro americanista no necesitaba más que un empate para coronarse por tercera vez consecutiva. El 6 de marzo de 1927 América venció 5-0 a Aurrera, sin embargo el rival se presentó incompleto; el árbitro no aceptó la inscripción de otros jugadores para completar la oncena, no obstante dicha decisión fue revocada posteriormente, jugándose nuevamente el partido. Fue la tarde del 5 de junio de 1927 cuando con dos goles de Benito Contreras en los últimos diez minutos, remontaron y vencieron 2-1 al Aurrerá en el viejo Campo de la Verónica (nombre coloquial del cuarto y más relevante estadio Parque España). De esta manera el equipo se quedó en definitiva con la Copa Challenger, un trofeo que, luego de la fundación de la liga en 1922, se había acordado sería entregado a la primera escuadra que consiguiera ganar la liga en tres ocasiones consecutivas.
Por si fuera poco, en 1927, América enfrentó en dos ocasiones ni más ni menos que a uno de los gigantes del fútbol mundial, el Real Madrid. Ambos duelos arrojaron resultado favorable a los Merengues, 4-2, el 4 de septiembre y 5-3, catorce días más tarde.

### Cuarto título 1927-28
Para 1927-28, América reportó como novedades a Pedro Suinaga, Charles Neumayer, Carlos Carral, y Manuel Romero Vargas. Los Azulcremas aspiraban a igualar la hazaña que en la década previa habían fraguado el Reforma Athletic Club y el Club España, la obtención de cuatro títulos en fila. El primer juego lo disputaron ante el México al que le ganaron 2-1, y en adelante solo el España pudo vencerlos, incluido un empate 5-5 con Asturias; en este juego Ernesto Sota se convirtió en el primer y único jugador en anotar cinco goles en un mismo partido en la historia del club. La victoria 7-3 ante el Germania FV (goles de Roberto Gayón, Ernesto Sota, cuatro de Pedro Suinaga y uno de Rafael "Récord" Garza) el 30 de septiembre de 1928 resultó la más significativa, pues a tres fechas del final, fue la que aseguró el primer lugar de la tabla, y por ende el tetracampeonato. El último juego lo disputaron el 11 de noviembre de 1928, ante el Aurrerá, de donde salieron victoriosos con un marcador de 3-1. Obtuvo su cuarto título con 24 puntos de 28 posibles, 40 goles a favor y 19 en contra.
En la primera gran época del equipo, sobresalieron jugadores como Ignacio De la Garza, Manuel Yáñez, Francisco "Camión" Henríquez, Enrique "Matona" Esquivel, Luis "Oso" Cerrilla, Rosendo y Juan Terrazas, Horacio Ortiz, Agustín Rosales, Márquez Acuña, William Heyder, Romero Vargas, Hesiquio Cerrilla, Carral, Roberto Gayón, Muñoz, Guillermo Márquez, Charles Newmayer, Alfredo "Fofo" García Besné, Ernesto Sota, Isidoro Sota, Manuel Aguilar, Carlos Garcés y Rafael "Récord" Garza.
La brillante racha americanista se vio interrumpida por el Marte del general Aguirre, donde participaban varios futbolistas tapatíos. De cualquier manera, el América se ubicó en la tercera posición de la tabla general al terminar el campeonato 1928-29. Como consuelo le quedó el triunfo en la Copa Covadonga. Con el fin de los años 1920, se cerró también la primera edad dorada de los Azulcremas, con algunos jugadores de origen veracruzano, como Alfredo "Viejo" Sánchez, un fino mediocampista procedente del Orizaba que se incorporó al equipo en 1929.

## Década de 1930
La transición de los años 1920 a los 1930 representó para el América un período de transformación. Poco a poco se retiraban jugadores de la primera gran generación y llegaban nuevos valores. Fue así como se vio emerger en el torneo 1929-30 al guardameta Rafael Navarro “Navarrito”, que interviene con la Selección mexicana en las eliminatorias para el Mundial de Italia 1934.
En el certamen 1929-30, parecía que el América volvería por sus fueros, pero solo le alcanzó para ser subcampeón, apenas un punto abajo de los albinegros del España.
En 1930 fue nombrado como presidente del club Juan de Dios Bojórquez, el ex embajador y político que había gestionado la primera visita de un representativo mexicano a suelo extranjero; quien además de administrar el club, era director del Departamento de Estadística Nacional en el gobierno de Pascual Ortiz Rubio. El también ingeniero, se convirtió en el benefactor económico de la institución. Con su ayuda, el club cambió la sede de su casino de unos cuartos oscuros de la calle de Morelos, donde lucía sus trofeos en “tres mesitas rinconeras”, a una suntuosa residencia en la avenida Insurgentes; además como era la forma y modo de la época, los jugadores eran inscritos en la nómina de alguna de las dependencias del Distrito Federal para respaldar sus sueldos y los gastos del equipo.
El proyecto de Bojórquez para el equipo incluía la construcción de un club deportivo y un estadio para 30 mil aficionados. Convirtió al club en una sociedad cooperativa y puso a la venta acciones de 10 y 100 pesos. Logró la adquisición de un terreno al costado del Estadio Nacional para la realización del mencionado proyecto. Sin embargo, y pesar de que el terreno inició obras de introducción de drenajes y la colocación de césped tipo inglés, esto nunca se concluyó. La obra fue abandonada y el gobierno expropió el predio.
Luego de la suspensión de la Liga 1930-31 y con la nueva denominación de Liga Mayor, el América fue perdiendo protagonismo, que recayó en el tradicional España, en el llamado Equipo del Pueblo Atlante y en el gran dominador de la década, la llamada dinastía de los once hermanos: el Necaxa. Luego de ocupar el 4.º, 6.º y 4.º lugar respectivamente en los torneos 1931-32, 1932-33 y 1933-34, el conjunto americanista recuperó algo de protagonismo en la liga al terminar como subcampeón del torneo 1934-35 por debajo del Necaxa, situación que repitió en la siguiente temporada 1935-36, también por debajo del equipo electricista.

### La primera Copa México
América debutó en la Copa México el 9 de julio de 1933 con victoria 9-2 frente al Sporting Club, en la primera edición de 1932-33; su primera actuación relevante sería la final de 1936-37 que perdió ante Asturias. Aunque los años 1930 no fueron una buena etapa para el América, pues prácticamente se quedó con las manos vacías, la excepción ocurrió precisamente con la Copa México conquistada en 1937-1938, justo cuando en el plantel se encontraba una de las máximas figuras del fútbol mexicano, Luis “Pirata” Fuente; venciendo en la final, disputada en el Parque España el 24 de julio de 1938, 3-1 al España con goles de Enrique Ostos, Francisco Argüelles y Octavio Vial, quien había debutado un año antes y habría de convertirse en el máximo goleador americanista durante más de 40 años (hasta la llegada de Zaguinho). 
Pese a la sequía liguera, surgieron algunas personalidades, que son recordadas hasta nuestros días como destacados americanistas. Allí está, por ejemplo, el guardameta Rafael Mollinedo, quien se dice fue un autodidacta de fútbol, pues aprendió en la cancha los secretos del oficio, caracterizándose por su valentía.
A través de esta década, el América sostuvo una gran cantidad de juegos internacionales; Destacó el triunfo sobre el Athletic Club, el 28 de julio de 1935, por 2-1.
Uno de los triunfos más resonantes fue contra el FC Barcelona, venciéndolo 2-0, el 20 de junio de 1937. Y tampoco escapa de la memoria ese empate a dos goles contra la notable Selección Vasca, ocurrido en 7 de noviembre de ese mismo año.

### La huelga de 1936
Hacia 1936 el concepto de amateurismo, en torno a las relaciones de participación y pertenencia entre clubes y jugadores, es únicamente simbólico. Muchos de los jugadores, especialmente las figuras nacionales y extranjeras, ya percibían sumas importantes de dinero. La mayor parte de los futbolistas eran contratados como empleados de las instituciones o empresas ligadas a los dueños o directivos de los clubes; aunque en los hechos sus sueldos (que superaban a los de los empleados regulares) eran por su actividad futbolística, sin existir normatividad o contrato que lo especificara.
En el caso de América, el club aún operaba bajo el tradicional sistema de aportaciones de socios miembros del club, por lo que no tenía empresa o institución que lo respaldara como ocurría con otros equipos. Sin embargo muchos de los jugadores se encontraban registrados como trabajadores del Departamento del Distrito Federal, gracias a la simpatía personal de varios de sus funcionarios, especialmente del mismo regente Cosme Hinojosa.
En medio de la coyuntura de política social que vivía el país bajo el gobierno de Lázaro Cárdenas,  abiertamente promotor de los derechos y libertades de todos los trabajadores, ocurrió un acontecimiento significativo para la historia de las relaciones jugadores-directivos. Un grupo de jugadores del equipo, invocando el derecho al contrato colectivo y las prestaciones de ley, presentan un pliego petitorio a los directivos, que de no ser aceptado derivaría (advertían los futbolistas) en el ejercicio del derecho a huelga. Las peticiones eran:
- Contrato colectivo de trabajo por dos años que garantice los derechos establecidos en el artículo 123 de la constitución.
- Un salario mensual que satisfaga las necesidades básicas de los jugadores y sus familias.
- Registro ante las secretarias de Hacienda y Trabajo de la profesión “futbolista”.
- Creación del Sindicato de Futbolistas Profesionales del Club América.

Los directivos y los miembros de la Liga Mayor y la Federación se niegan a aceptar las demandas y emiten un comunicado de desconocimiento de toda acción de movilización laboral. En dicho anuncio los directivos apelaron e hicieron alusión al “espíritu de deportivismo que inspiraba el amateurismo” y acusaron a los jugadores de ir en contra de esos preceptos e incluso los nombraron “mercantilistas” por pretender cobrar una actividad que generaba pocos ingresos; esto a pesar de que existían buena cantidad de ganancias en los estadios, no solo por concepto de taquilla, sino por renta de asientos acojinados, venta de bebidas y alimentos, colocación de publicidad estática y derechos de transmisión radiofónicos.
Este sería el primer intento de reivindicación en derechos de los trabajadores dentro del gremio futbolista en la historia del balompié mexicano.

## Tiempos difíciles
Durante la década de 1940 y parte de la de 1950, vivió los peores años de su historia, ocupando algunas de las últimas posiciones de la tabla. Es en ese lapso que el equipo estableció las marcas negativas de su historia, como los 101 goles recibidos en la temporada 1945-46, la racha de 15 juegos seguidos sin ganar, incluidas 6 derrotas consecutivas en 1946-47 y la peor goleada de la historia en liga: 2-9 contra Atlas el 3 de noviembre de 1946 en el Parque Oblatos. El club fue penúltimo de la tabla en los torneos 1946-47, 1951-52 y 1952-53 salvándose del descenso en las últimas dos ocasiones por una mínima diferencia.
Dentro de la Copa México 1942-43 se disputó el primer partido oficial contra Guadalajara, saldado con una derrota 0-1 en el Parque Oblatos el 1 de agosto de 1943.
La temporada 1943-44 no fue especialmente buena, pero se disputó el primer "Clásico de clásicos" dentro del torneo de liga contra el Guadalajara el 16 de enero de 1944 en el cual perdieron 1-3; el América se vengaría en la segunda vuelta con un contundente 7-2 en un partido particularmente violento y en el que el delantero americanista, Leopoldo Proal marcó cuatro anotaciones.
El momento más destacado de estos años se presentó al llegar a la final de la Copa México 1944-45 ante el Puebla, con quien perdería 4-6 el 17 de junio de 1945.
América, sin embargo, si destacó en dicha década en el ámbito administrativo. Primero cuando, en abril de 1943, a iniciativa del presidente del equipo César Martino, los clubes integrantes de la liga acordaron ceder a las presiones gubernamentales y se promovió el registro formal de la profesión “jugador de fútbol” en la Secretaría del Trabajo y los consecuentes impuestos frente a Hacienda; dando paso a la expansión de la liga. Después cuando por iniciativa del mismo Martino, se promovió la reducción de plazas extranjeras para los planteles de la Liga Mayor; y con el apoyo de José Manuel Núñez, mandamás del Atlante, convencieron a delegados del España, A.D.O., Veracruz, Marte, Guadalajara y Atlas, acordando por ocho votos contra dos, los del Asturias y Moctezuma, limitar a cuatro las plazas foráneas. Fue una lucha de intereses, ya que varios equipos tenían hasta una docena de cartas de futbolistas no nacidos en México y utilizaron el recurso del amparo para poder alinearlos, pugna que derivó en la publicación de un Decreto presidencial en enero de 1945 y que fue derogado meses después.

## El bicampeonato de Copa México
Bajo la dirección técnica del exdelantero de cantera Octavio Vial, los periodos de crisis y malas temporadas comenzaron a quedar atrás, cuando empezó a dar frutos la incorporación de destacadas figuras de las fuerzas básicas (debutantes en 1950) como Pedro Nájera y Eduardo González Palmer; el primero, el jugador con más partidos durante casi veinte años (hasta ser superado por Carlos Reinoso en 1977) y el segundo, campeón de goleo individual en la temporada 1958-59. A la par de exitosas contrataciones extranjeras como Emilio Fizel, Norberto Yácono y Héctor Ferrari (exintegrantes del River Plate en tiempos de la legendaria Máquina de los años 1940), así como el regreso del portero Manuel Camacho, entre otros.
El primer gran éxito llegó en la temporada 1953-54, pero en el torneo de Copa México. La primera ronda se jugó en una fase grupal en la que América terminó como líder con tres victorias, dos empates y una derrota, compartiendo grupo con Atlas, León y Toluca. La fase final fue un triangular bajo el formato de puntos, entre los líderes de grupo (América, Atlante y Guadalajara), y disputado a una ronda en sede neutral. En él, un triunfo ante Atlante y un empate ante Guadalajara, permitió al América y al conjunto tapatío disputar un duelo de desempate, en la práctica una final, el 12 de mayo de 1954 en la cancha del Estadio Olímpico de la Ciudad de los Deportes. Tres tiempos extra y 140 minutos después (luego de empatar a cero en tiempo reglamentario, y a uno en el extra; con gol americanista de José Santiago), con todo el agotamiento físico que esto implica, el reglamento no dictaminó más recurso que los penaltis. Fueron series de tres disparos por equipo, ejecutados por el mismo jugador, Juan Bigoton Jasso por Chivas y Emilio Fizel por los Cremas. A raíz de la expulsión de Camacho, se improvisó a Eduardo González Palmer como portero, y el goleador se convirtió en la figura al atajar uno de los disparos de Jasso, en tanto que Fizel no falló ningún disparo. América se coronó campeón de la Copa México por primera vez desde 1937-38. Cuatro días después disputó el Campeón de Campeones ante Marte, que ganó el encuentro 1-0.
En la temporada 1954-55 durante la jornada 4 alcanzó momentáneamente el liderato general, dato a destacar, considerando que no lo lograba desde hacía más de 10 años. Finalizó en 5.º puesto aquella campaña de liga. Justo después de la cual comenzó la Copa México 1954-55, esta se jugó en esa ocasión a eliminación directa; por lo que dos triunfos en cuartos de final ante Oro y uno en semifinales en partido único contra Atlante, permitió a los Cremas volverse a enfrentar al Guadalajara en la gran final el 6 de marzo de 1955 en el Estadio Olímpico de la Ciudad de los Deportes. Una sola jugada definió el encuentro al inicio de la segunda mitad, José Lamadrid llegó con balón dominado hasta linderos del área, donde filtró para Manuel Cañibe, quien, habilitado por el "Bigotón" Jasso, anotó ante las protestas rojiblancas por un aparente fuera de lugar. América se coronó campeón de copa, y cuatro días después en el mismo estadio, disputó y ganó el Campeón de Campeones 1954-55 al Zacatepec, campeón de liga, el marcador final fue 3-2, con gol de Pedro Nájera y dos de Manuel Cañibe.
La temporada 1955-56 resultó numéricamente desastrosa para el América, sin embargo sobresalió notablemente la presencia de la máxima leyenda del balompié mexicano: Horacio Casarín, que no solo fue el mayor goleador del equipo con 13 anotaciones, sino que también ejerció como líder del plantel.
A finales de la década anterior los Cremas estaban en bancarrota. Todavía encabezados por Rafael Garza Gutiérrez, sus directivos habían hecho hasta lo imposible por mantener el equipo, que aún subsistía bajo el modelo de club de socios. En numerosas ocasiones habían apelado a antiguos benefactores del club, como César Martino, pero con el paso de los años, éste y otros empresarios se mostraban más renuentes a colaborar. El también fundador del club logró reunir un nuevo grupo de socios benefactores, sin embargo no fue suficiente, ya que únicamente consiguió evitar la desaparición de la institución; incluso se acudió a pedir la ayuda del entonces Presidente de la República Adolfo Ruiz Cortines, aficionado abiertamente del equipo, pero que se negó a participar de la asociación que financiaría al club.
El año 1956 marca un punto de inflexión en la historia del América, al ser adquirido por el empresario refresquero Isaac Bessudo propietario de la popular marca Jarritos. El nuevo dirigente (ya que también asumió la presidencia del club) solventó los problemas financieros del equipo y, por primera vez en la historia, dio al club una proyección mediática que le permitió generar recursos económicos. Bessudo era un constante patrocinador de eventos futboleros y golfísticos, destacándose los pentagonales internacionales que atraían a clubes del extranjero.
El torneo de liga 1958-59 significó un parteaguas para el desempeño del equipo en años próximos; ya la temporada anterior 1957-58, luego de una mala primera vuelta que incluso puso en riesgo al equipo, llegó a la dirección técnica del club el multifacético Fernando Marcos, quien después de imprimir un nuevo estilo de juego al equipo lo levantó. Para el nuevo torneo con la consolidación de Eduardo González Palmer, Juan Martínez Bosco, Pedro Nájera, Mario Pavés y Héctor Ferrari, el conjunto americanista realizó su mejor actuación en décadas culminando en 4.º lugar de la tabla general.

## Cambio de dueños y tres títulos
“Compramos al América porque nuestra meta es conseguir la sede para México del Mundial de 1970. Si no estamos dentro del fútbol no podremos hacerlo. Yo no sé nada de fútbol, pero si sé de negocios y voy a convertir a América en un negocio exitoso y redituable. Me han dicho que el mejor directivo es Guillermo Cañedo, que el mejor técnico es Ignacio Trelles y que los mejores jugadores son argentinos y brasileños. Sobre esa base voy a construir al América del futuro.”

-Emilio Azcárraga Milmo, 1959; el día que se anunció que Telesistema Mexicano había comprado el Club América 

El 22 de julio de 1959, el Club de Fútbol América es adquirido por Emilio Azcárraga Milmo, hijo de Emilio Azcárraga Vidaurreta propietario de Telesistema Mexicano, la empresa que hoy día es Televisa. Teniendo a Darío Pastrana como presidente, los dos primeros años con su nuevo dueño fueron de estudio y siembra para el club. Entre los apodos del equipo, que comenzaron a popularizarse se encontraban "Los Canarios", por los colores de su uniforme, y "Los Millonetas" por sus propietarios.
Con un cuadro consolidado como el de la anterior temporada y la llegada de Walter Ormeño y Alfonso Portugal, el equipo disputó a gran nivel y hasta la última jornada el título de liga 1959-60, mismo que quedó en manos del legendario Campeonisímo Guadalajara. Dicha disputa a lo largo del torneo y los duelos que los enfrentó, (2-0 para el América como visitante en la primera vuelta quitándole lo invicto al Guadalajara, y 2-1 para las Chivas en la segunda, donde ambos llegaron empatados en primer lugar) significan para muchos el nacimiento del Clásico de clásicos.
El 20 de enero de 1961 se presentó a Guillermo Cañedo de la Bárcena como presidente del club, quien procedía del Zacatepec, en el cual tuvo un exitoso desempeño alcanzando los títulos de liga de 1954-55 y 1957-58. Ligado también como accionista del club, había llegado por determinación del mismo Azcárraga Milmo. Cañedo planteó como proyecto la reconstrucción financiera y deportiva de la institución, hacer una costumbre adquirir costosos y renombrados jugadores extranjeros y mexicanos; Encabezó en su administración el ambicioso plan del dueño por masificar la afición al fútbol partiendo de la popularidad de un equipo que asumiera el rol de antagonista. Como resultado de las buenas acciones de Cañedo en la directiva americanista, los logros no tardaron en llegar. Luego de una abrupta caída del liderato general durante la temporada 1960-61, Fernando Marcos dejó la dirección técnica en manos de Ignacio Trelles. Al tiempo que el club realizó las contrataciones significativas de los brasileños Francisco Moacyr, Ney Blanco de Oliveira, Urabato Nuñez y José Alves Zague; mismas que aumentaron el nivel ofensivo del club y los regresaron a la lucha por el título de liga en 1961-62 ante Guadalajara, que acabó quedándose con el campeonato.
La temporada 1962-63 incluyó dos torneos de Copa, la tradicional disputada desde 1933 y una extra llamada Copa Adolfo López Mateos en la que participaron los 14 equipos que integraban la primera división. Se disputó entre el 17 de febrero y el 10 marzo en dos sedes únicas, el Estadio Jalisco y el Estadio Olímpico Universitario. Se jugó a un partido en eliminatoria directa; el América dirigido por Ignacio Trelles derrotó sucesivamente 3-0 a Tampico, 4-1 a Irapuato, 5-1 al Atlante. En la final el 10 marzo en Ciudad Universitaria enfrentó al Oro, campeón de la liga 1962-63. Los Cremas se impusieron 4-1, sobresaliendo la actuación del brasileño Francisco Moacyr quien anotó tres tantos. El América se coronó campeón y recibió el trofeo donado por la Presidencia de la República.
A la temporada siguiente se produjo el retiro del prolífico goleador Eduardo González Palmer, pero al mismo tiempo el debut de un nuevo elemento de gran nivel en la ofensiva: Javier Chalo Fragoso. La campaña 1963-64 resultó ser hasta ese momento la mejor de los últimos 35 años, el equipo lideró la liga hasta la jornada 22, pero una derrota ante Guadalajara, definió el título a favor de los tapatíos.
La suerte cambió en la Copa México 1963-64, la cual marcó el debut de Alejandro Scopelli en la dirección técnica; Jugada a eliminación directa, el conjunto crema dio cuenta de Orizaba (2-1), Necaxa (3-2) y Toluca (4-1), para disputar la final contra Monterrey; el duelo jugado en Ciudad Universitaria el 19 de abril terminó empatado a cero, por lo que se disputó un partido de desempate. Así, la noche del 21 de abril de 1964 en el Estadio Olímpico Universitario, el equipo consiguió el título superando 6-5 en la tanda de penales (luego de empatar a uno, con gol de Antonio Jasso) a Monterrey. Durante esa noche, Alfonso Portugal cumplió una gran actuación al anotar 5 de los 6 tiros azulcremas. Días más tarde en Ciudad Universitaria disputó y perdió el duelo por el Campeón de Campeones ante las Chivas.
En 1964-65 dos brasileños más se integraron a las filas de un cuadro con mayor equilibrio en sus líneas: Arlindo dos Santos y Edvaldo Izidio Neto Vavá, este último campeón mundial en Chile 1962. Si bien en la liga el equipo sufrió un retroceso al ubicarse en 4.º, refrendó su hegemonía en la Copa México 1964-65, que en esta ocasión se jugó con cuatro grupos de cuatro, los líderes después de los juegos ida y vuelta, pasaron a semifinales. Luego de superar en su grupo a Toluca, Zacatepec y UNAM, derrotó en semifinales a Cruz Azul con global 3-2, para finalmente obtener el cetro copero ganando 4-0 a los Canarios del Morelia, la tarde del 7 de marzo de 1965 en la cancha del estadio de la Ciudad Universitaria. Las anotaciones fueron obra de Javier “Chalo” Fragoso y de Vavá, cada uno con un par. Una semana más tarde ahí mismo perdió el duelo por el Campeón de Campeones ante las Chivas.
América estaba recuperando su protagonismo de antaño en el fútbol mexicano, pues la liga 1965-66 también quedó en su poder. Con un gran inicio, de 19 goles a favor y seis triunfos en las primeras seis jornadas, comenzó una campaña atípica en la dirección técnica del América, pues problemas de salud del entrenador Alejandro Scopelli hicieron aparecer como responsables del equipo a José Moncebáez y luego en las últimas jornadas (de ahí que se le acredite el título oficialmente) a Roberto Scarone. Sin embargo, y a pesar de no haber perdido el liderato general a lo largo de la campaña, el campeonato de liga terminó definiéndose hasta la última jornada. El 19 de diciembre de 1965, el conjunto guiado por Scarone superó 2-0 al Veracruz sobre la cancha de Ciudad Universitaria con anotación de Javier Fragoso al minuto 34 y un gol olímpico de Jorge "Coco" Gómez al minuto 80, para asegurar el liderato general con dos puntos de ventaja sobre Atlas. Al finalizar la campaña, los cremas habían sumado 42 unidades, producto de 18 victorias y seis empates; sufriendo 6 derrotas y permitieron 29 goles. El brasileño "Zague" contribuyó con 20 anotaciones (fue campeón de goleo) a la cosecha de 55 tantos que hicieron al América la mejor ofensiva entre 16 clubes que entonces aglutinaba el máximo circuito.
Aunque al año siguiente los Millonetas, como también se conocía en esa época al equipo, cedieron el título al Toluca, sin duda el evento más significativo para el club fue la inauguración del Estadio Azteca al sur de la Ciudad de México, la tarde del 29 de mayo de 1966, cuando el Coloso de Santa Úrsula abrió sus puertas para la celebración del encuentro entre América y el conjunto italiano Torino. El resultado de la confrontación fue de empate a dos goles. Tocó el honor de marcar el primer tanto en el Azteca al brasileño Arlindo dos Santos “Memín”.

## Los años 1970: protagonismo local y primeros títulos internacionales
A partir de la temporada 1970-71, el Campeonato de Liga comenzó a definirse con una ronda de fase final, bajo un sistema de eliminación directa llamado liguilla luego de los partidos de temporada regular. En aquel primer torneo los 18 equipos fueron divididos en dos grupos de nueve equipos, jugando todos contra todos a visita recíproca, al final de las 34 jornadas, los dos líderes de cada grupo se enfrentarían en la final, que también sería a ida y vuelta.
En dicha temporada, América tuvo un flojo inicio producto de cuatro derrotas en los primeros siete partidos, por lo cual el entrenador Luis Grill fue sustituido por José Antonio Roca, quien debutó con derrota ante el Necaxa el 17 de enero de 1971; pero de inmediato empezó a recuperar terreno al hilar 11 fechas sin perder y registrar únicamente 2 derrotas en los siguientes 28 partidos, con solo dos derrotas como local, y goleando a sus acérrimos rivales (5-2 a Guadalajara); el equipo americanista terminó la temporada regular como líder general, producto de 17 victorias, 10 empates y 7 derrotas, con un ataque que logró 56 anotaciones (20 de ellas de Enrique Borja, en el equipo desde 1969 y que se proclamó campeón de goleo individual) y una defensa que permitió 33 goles, para una suma total de 44 puntos.
Parte del éxito de este equipo fue la mancuerna que comenzó a rendir frutos entre el mencionado centro delantero Enrique Borja y el mediocampista chileno Carlos Reinoso que había llegado al equipo desde el torneo anterior. América disputaría frente al Deportivo Toluca la primera final de liga de la historia; el partido de ida jugado en el Estadio Luis Gutiérrez Dosal el 25 de julio de 1971, terminó empatado a cero. La vuelta se disputó el 1 de agosto de 1971 en el Estadio Azteca; con goles de Carlos Reinoso al minuto 13 y de Horacio López Salgado al 75, los cremas derrotaron 2-0 a los diablos rojos y se coronaron campeones de liga.
Parte del plantel lo integraron: Prudencio "Pajarito" Cortes, René "Popeye" Trujillo, Antonio Zamora, Luis Miguel Barberena, Mario "Pichojos" Pérez, Roberto "Negro" Hodge, Carlos Reinoso, Antonio Martins "Toninho", Roberto "Monito" Rodríguez, Enrique Borja, Juan Manuel Borbolla, Horacio López Salgado y Sergio Ceballos.
Para la temporada 1971-1972 el América tiene un buen inicio de temporada, llegando invicto a la jornada 9 (hilvanando, con los 15 juegos sin derrota con que cerró la anterior campaña, la marca de 24 partidos sin perder, récord para la época), en la 10 se enfrentó al nuevo equipo residente del Coloso de Santa Úrsula, el Cruz Azul, el 1 de enero de 1972, quien lo venció dos goles a uno en la presentación del portero Miguel Marín. América finalizó aquella temporada en el 2.º lugar de la tabla, en tanto que Enrique Borja se proclamó campeón de goleo individual con 26 tantos. La liguilla en esta ocasión se disputó entre los dos primeros lugares de los dos grupos en que se dividieron los equipos. Los cremas enfrentaron en semifinales a Monterrey, equipo ante el que necesitó de un partido de desempate para definir la eliminatoria, luego de una victoria por bando, el duelo extra lo ganó América 3-1; con lo cual llega a la final que se decide en un único partido en el Azteca en contra del Cruz Azul. Varios descuidos defensivos hacen estragos en el equipo que cae 1-4 con una gran actuación del portero de los Celestes, Miguel Marín.
En la temporada 1972-73, a pesar de terminar en 4° lugar general, el Conjunto de Coapa, no clasifica a la liguilla por el título, debido a que compartió el grupo con el 2.º y 3.º de la tabla, León y Atlas, que fueron quienes ocuparon las dos plazas disponibles en su grupo como líder y sublíder para ingresar a las semifinales. Por lo cual por primera vez un campeón de goleo se quedó fuera de la liguilla (Enrique Borja logró el tricampeonato con 24 goles).
En la víspera del invierno de 1973, y luego de la jornada 16 de liga, se comenzó a disputar la edición 1973-74 de la Copa México, que constó de una ronda grupal de seis clubes por cada uno de los tres grupos constituidos, a solo un duelo contra cada compañero de sector, para luego dar paso a las semifinales entre los líderes y el mejor sublíder de grupo, y posteriormente la final. Dirigidos por José Antonio Roca, el equipo fue líder de su sector con 3 victorias y dos empates (compartiendo grupo con Torreón, Atlante, UNAM, Cruz Azul y Jalisco), venció en los dos duelos de semifinal a Zacatepec, y enfrentó en los dos juegos de la final a Cruz Azul. El partido de ida el 13 de diciembre terminó empatado a un tanto; mientras que el juego de vuelta concluyó con triunfo americanista 2-1 con goles de Osvaldo Castro “Pata Bendita” y Roberto Hodge "El Negro", obteniendo de esta forma el campeonato de copa, el 16 de diciembre de 1973 en el Estadio Azteca.
Sin embargo, dentro del torneo de liga no clasifica a las liguillas de 1973-74 y 1974-75 al terminar en 8.º y 5.º lugar de la tabla general respectivamente, hilando 3 campañas sin fase final. Lo positivo, además del título de Copa, recayó en el doblete como campeón de goleo de Osvaldo Castro Pata Bendita en 1973-74, pues fue el máximo romperredes en la Copa con 10 goles y en la Liga con 26; a lo anterior se suma el debut en 1974 de los dos jugadores con mayor trayectoria, actividad y palmarés en la historia del club: Alfredo Tena (el 26 de mayo en el juego por el campeón de Campeones 1973-74) y Cristóbal Ortega (el 8 de septiembre en la Copa 1974-75). En la temporada 1974-75 se estableció la marca del club de ocho victorias consecutivas en partidos oficiales, al intercalar seis triunfos en la liga y dos en la copa, entre el 26 de enero y el 16 de marzo de 1975.
En la temporada 1975-76, algunos de los nombres más recordados son el de Carlos Reinoso consolidado ya como medio creativo, el paraguayo Hugo Enrique Kiese y el brasileño Alcindo Martha de Freitas; pero la base del éxito de aquel equipo (ahora dirigido por el técnico Raúl Cárdenas) fue el gran trabajo de su defensiva integrada por los tres porteros que se rotaron la titularidad en la campaña Rafael Puente, Francisco Castrejón y Néstor Verderi, así como por los defensas Miguel Ángel Cornero, Javier Sánchez Galindo, Mario "Pichojos" Pérez y René "Popeye" Trujillo; sector del equipo que no solo lo demostró a lo largo de la fase regular, sino que habría de lograr una de las grandes hazañas en la Primera División. El equipo terminó la campaña regular luego de 38 jornadas como líder general, producto de 23 victorias, 7 empates y 8 derrotas (53 puntos). América se coronaría campeón de liga sin recibir gol en la liguilla hilvanando más de 641 minutos con la valla invicta, incluyendo el último juego de la fase regular. Vencieron en cuartos de final a UAG (global 1-0), en semifinales a Unión de Curtidores (global 2-0) y en la final, los Cremas se impusieron por marcador global de 4-0 (3-0 en la ida y 1-0 en la vuelta) a la U de G en el Azteca el 8 de agosto de 1976; los goles corrieron por cuenta de Alcindo Martha de Freitas, Carlos Reinoso y dos de Hugo Enrique Kiese, quien anotó uno en la ida y otro en la vuelta. 
A punto estuvo el club de conseguir la denominación de Campeonísimo, ya que había perdido el 4 de octubre de 1975 con global de 3-2, la final de la Copa México 1975-76 ante Tigres UANL. Sin embargo, América derrotó 2-0 (goles de Miguel Ángel Cornero y Carlos Reinoso) a los Tigres de la UANL en el duelo por el Campeón de Campeones 1975-76 celebrado en el Estadio Azteca el 15 de agosto de 1976.

### Campeón interamericano y relevo generacional
Participó por primera vez en la Copa de Campeones de la Concacaf en la edición de 1977. Su primer juego sería (parte de la primera ronda) en la denominada Zona Norteamericana, sin embargo, el New York Inter-Giuliana de Estados Unidos se retiró de la competición, con lo cual el equipo clasificó a la ronda final. En dicho torneo privó la desorganización y los conflictos administrativos, por lo que varios clubes fueron abandonando la competencia. La ronda final pactada para jugarse con tres equipos en el estadio Nacional de Paramaribo, Surinam, al final solo se disputó entre el cuadro mexicano y el conjunto local SV Robin Hood. El primer juego terminó con victoria de un tanto (gol de Luisinho) para el equipo americanista y en el segundo juego el 17 de enero de 1978, se saldó con empate a uno (gol de Hugo Enrique Kiese), con lo que alcanzó su primer título como campeón de la Concacaf.
En 1978 se jugó una serie de tres encuentros entre el campeón de la Copa de Campeones de la Concacaf: América y el campeón de la Copa Libertadores: Boca Juniors, para definir el cetro de la Copa Interamericana; Después de la ida jugada el 28 de marzo en Buenos Aires que ganara 3-0 el local, el 12 de abril se jugó la vuelta en la Ciudad de México con resultado de 1-0 a favor del cuadro mexicano (gol de Hugo Enrique Kiese). Ya que el reglamento contemplaba la definición del certamen por puntos (los dos tenían dos unidades por sus respectivas victorias), hubo la necesidad de un tercer duelo; sería el cuadro Xeneize quien solicitara que este mismo se disputará en el estadio Azteca. El 14 de abril el conjunto americanista venció 2-1, con gol de José Aceves y uno de tiro libre de Carlos Reinoso, un minuto antes de finalizar los tiempos extra, y se coronó campeón de la Copa Interamericana 1978, después de cinco ediciones era el primer equipo de Concacaf en ganar la Copa Interamericana.
Mientras, en el torneo de liga 1977-78, el club finalizó como líder general luego de 19 victorias, 13 empates y ocho derrotas para una suma de 51 puntos. En esta campaña aconteció un momento emotivo para la institución, al presentarse el retiro de Enrique Borja el 18 de septiembre en un juego de la campaña regular ante Pumas de la UNAM, el ex equipo del ídolo crema y a quien por primera vez le pudo marcar, anotando dos de los cuatro goles con el que los americanistas vencieron a los universitarios. Al final de la fase regular y por acuerdo previo de la Federación con los clubes, el equipo tuvo que ceder a cinco jugadores del plantel a la selección mexicana que se concentraría de cara a la Copa del Mundo Argentina 1978 (Pedro Soto, Jesús Martínez, Alfredo Tena, Antonio De la Torre y Cristóbal Ortega), con lo cual América y el resto de los clubes jugarían la liguilla sin seleccionados. La afectación quedó manifiesta cuando el equipo quedó fuera en cuartos de final al perder en penales con Tampico.
La misma situación, ser líder general, viviría en la temporada 1979-80 luego de 23 triunfos, 11 empates y solo 4 derrotas (57 puntos), hasta ese momento el mejor desempeño estadístico en la historia de la liga. Dicha temporada se caracterizó por el consiguiente relevo generacional del equipo (incluida la salida de Carlos Reinoso al final de la campaña anterior) y la larga racha de 19 partidos consecutivos sin derrota entre las jornadas 17 y 35; lo que curiosamente significó, por la ubicación en el calendario, enfrentar a todos los equipos del máximo circuito sin caer ante ninguno. Sin embargo, y luego de dos derrotas, dos empates y solo dos triunfos, caería eliminado en la liguilla grupal donde compartió sector con Zacatepec, Neza y Tigres.

## Los años 1980: La década dorada

### Nacen las Águilas
Luego de una mala campaña en la que el equipo no clasificó a la liguilla de 1980-81, (terminando en 13.º, la peor posición desde 1948-49) y de haber sustituido al final de la campaña a José Antonio Roca con Carlos Reinoso, finalmente el equipo inició un periodo de restructuración. El 3 de julio de 1981 llegó la primera gran sacudida, cuando Guillermo Cañedo deja la presidencia del club. Entró al relevo Emilio Díez Barroso y con él llegaron grandes cambios, buscando consolidar al América como uno de los mejores equipos dentro del fútbol mexicano.
El 20 de septiembre de 1981 se concreta el concepto “Águilas del América”, el equipo cambió de imagen y adquirió el mote de "Águilas". En gran medida debido a una importante campaña publicitaria, se consiguió que el sobrenombre se asumiera como parte del folclore futbolístico mexicano. Dicha campaña mediática es también, en parte, la responsable de la polarización que causa el equipo entre los aficionados de otros clubes, pues debido a que la institución es propiedad de los dueños de la empresa Televisa, los aficionados percibían que el equipo América tenía una ventaja injusta en términos de difusión y visibilidad en los medios. El águila había sido usada anteriormente en el escudo del equipo, por un corto período, en el año de 1938.
Esas primeras Águilas de 1981-82 terminaron en segundo lugar de la tabla general por debajo de Atlante, fueron eliminadas en semifinales por Tigres UANL.
El América de la temporada 1982-83 realizó una de las mejores actuaciones en la historia de la temporada regular, al concluir el torneo con 26 victorias, 9 empates y 3 derrotas en 38 juegos, 69 goles a favor y 27 en contra, liderando con ello en ofensiva y defensiva el campeonato y un total de 61 puntos. Implantando con los números anteriores los récords de más victorias, más triunfos como local (17), más puntos y mayor porcentaje de efectividad (80.26% de los puntos disputados), además de implantar una marca para el club de más juegos sin derrota como local (28 entre 1981-82 y 1982-83). Estos logros incluyen el campeonato de goleo de Norberto Outes en la temporada con 22 goles. Su paso por la temporada regular, pareció refrendado al imponerse con global de 6-0 al Atlético Potosino en la ronda de cuartos de final, e incluso en la semifinal de ida jugada en el Jalisco al derrotar 2-1 al Guadalajara, sin embargo la historia cambiaría drásticamente.
El 22 de mayo de 1983 en el estadio Azteca se escenificó una de las broncas más memorables en la historia del fútbol mexicano; Chivas necesitaba ganar de visitante al líder general y el mejor local del torneo para pasar a la final. Los ánimos se caldearon desde temprano en el partido. A los tres minutos Samy Rivas de las Chivas, y Cristóbal Ortega saltaron por un balón, el americanista recibió un codazo en el rostro y salió lesionado. A los 12 minutos fue expulsado Alberto Guerra técnico del cuadro jalisciense. Norberto Outes goleador del local salió expulsado al 25 luego de soltar un puñetazo a Eduardo Cisneros, quien previamente lo había derrumbado con una patada por detrás. En el conato de bronca que sucedió a la expulsión, un jugador tapatío, Javier Cárdenas Martínez, fue expulsado luego de golpear a Mario Trejo, esa primera bronca duró nueve minutos y nadie más salió expulsado. Guadalajara con un mejor juego, consumó la hazaña y con goles de Ricardo "Snoopy" Pérez a los 44, Demetrio Madero a los 45 y Samy Rivas a los 88 pusieron el marcador 3-0 y la hecatombe apareció. Roberto Gómez Junco se burló frente a la banca local, indicando con los dedos los tres goles del marcador, sus compañeros suplentes lo secundaron y Hugo De Anda, preparador físico del equipo capitalino se fue contra de ellos. Todos contra todos por más de 20 minutos, salvo los técnicos, uno expulsado y el otro inamovible de su lugar en la banca Carlos Reinoso; jugadores, cuerpo técnico, directivos y personal de seguridad e incluso algunos aficionados. Edgardo Codesal, árbitro del encuentro ya había dado por terminado el juego, cuando la bronca rebasó los cinco minutos. Las consecuencias deportivas terminaron perjudicando al Guadalajara que sufrió la expulsión de siete jugadores por dos partidos, situación que afectó en la final contra Puebla, misma que perdió en penales 7-6.

### Campeonato 1983-84 y la final contra Guadalajara
Luego de siete años de espera, el América conquistaría un nuevo título de liga, y de una manera significativa, ya que fue venciendo en la gran final a su acérrimo final: Chivas de Guadalajara. Después de un inicio titubeante, en el que perdió tres juegos en las primeras fechas, comenzó a hacerse fuerte y volvió a concluir como líder general, esta vez sin números tan impresionantes como el torneo anterior, tal vez conscientes, de que lo importante no era establecer récords sino llegar bien embalado a la liguilla. En esta ocasión terminó con 18 victorias, 15 empates y 5 derrotas (51 puntos); llegó a la final luego de vencer en cuartos de final y semifinales a Monterrey (global 2-1) y Cruz Azul (global 2-0) respectivamente. Mientras que Guadalajara llegó como cuarto lugar de la tabla y después de eliminar en cuartos de final a Tecos de la UAG y a Pumas de la UNAM en semifinales, por lo que por primera vez en la historia del Campeonato de Liga la serie de gran final fue protagonizada por el Clásico de clásicos.
El juego de ida se disputó el 7 de junio de 1984 en la cancha del Estadio Jalisco. América se puso al frente con goles de Carlos Hermosillo al minuto 9 y Mario Trejo al 63; sin embargo Guadalajara, emulando lo hecho en la semifinal del torneo pasado remontó la desventaja y consiguió el empate a dos tantos por conducto de Eduardo De la Torre al 79 y Néstor De la Torre al 82.
El juego de vuelta se disputó el domingo 10 de junio de 1984 en el Estadio Azteca. El partido parecía tomar condiciones adversas para América después de que Armando Manzo cometiera falta sobre Ricardo "Snoopy" Pérez al minuto 26 y saliera expulsado. Guadalajara tuvo la oportunidad de abrir el marcador, cuando el arquero local cometió penal al mismo "Snoopy" al minuto 39; sin embargo el tiro de Eduardo Cisneros fue atajado por el portero americanista Héctor Miguel Zelada. Con un hombre menos América se puso arriba en el marcador al segundo tiempo con goles de Eduardo Bacas (57´) y Alfredo Tena (65´); Fernando Quirarte acercó al cuadro rojiblanco al minuto 85, pero Javier Aguirre anotó al 90´ el definitivo 3-1, con lo cual América se coronó campeón de liga 1983-84, derrotando a su acérrimo rival, al tiempo de implantar la marca de más juegos consecutivos sin derrota en una misma campaña (sus 21 últimos juegos, incluyendo los de la final). El goleador del equipo en este campeonato fue el delantero argentino Gustavo Echaniz con 13 goles.

### Bicampeonato 1984-85
Nuevamente el equipo inició la fase regular de manera complicada, al no obtener triunfo alguno hasta la jornada 7 luego de 5 empates y una derrota sorpresiva en la jornada inaugural ante Atlético Potosino. Al concluir la jornada 23, dejó la dirección técnica del club Carlos Reinoso debido a problemas de salud, la jornada 24 la dirigió Mario "Pichojos" Pérez y en la 25 llegó Miguel Ángel López. El club terminó la temporada regular como 4.º de la tabla producto de 17 triunfos, 12 empates y 9 derrotas.
En la liguilla superó a Chivas con global de 3-0 en cuartos de final, en semifinales venció en penales al sorpresivo Atlas, en una serie que terminó 1-1 (8-7 en penales).
En la final enfrentarían al líder general de la competencia Pumas de la UNAM. El primer partido fue el 23 de mayo de 1985 en el Azteca, concluyendo con empate a uno (gol de Carlos Hermosillo). El juego de vuelta se escenificó el 26 de mayo de 1985 en el Olímpico de C.U., el resultado de empate a cero, paso a segundo plano luego de los trágicos acontecimientos ocurridos en el túnel de acceso número 29 del estadio; la desorganización y la corrupción, sumados al sobrecupo, ocasionaron la muerte de varias personas, cuando trataron de ingresar al inmueble y fueron aplastados por la multitud.
El reglamento de competencia establecía que en caso de existir empate en el marcador global, se disputaría un tercer duelo de desempate en cancha neutral, para lo cual fue seleccionado el Estadio Corregidora de Querétaro, el encuentro se celebraría el 28 de mayo. En medio de una fuerte polémica por el arbitraje de Joaquín Urrea, las Águilas derrotaron 3-1 a los Pumas con goles de Daniel Ruso Brailovsky (minuto 11 y 53) y Carlos Hermosillo (minuto 76), consiguiendo el campeonato de liga 1984-85.

### Tricampeonato
En el campeonato de liga PRODE 1985, se dividió a los 20 equipos en cuatro grupos de cinco clubes cada uno, solo se jugó entre los rivales del sector a visita recíproca, los 2 mejores de cada sector calificaron a la liguilla. Dicho torneo se jugó sin seleccionados nacionales, que estaban concentrados de cara a la Copa del mundo a jugarse en territorio mexicano. América perdió a Armando Manzo, Álex Domínguez, Carlos Hermosillo, Mario Alberto Trejo y Carlos de los Cobos (Cristóbal Ortega fue el único seleccionado que permaneció con el equipo todo el torneo), así como la inesperada baja de Brailovsky quien dejaría el país luego del trágico terremoto del 19 de septiembre. América lideró el grupo que compartió con Guadalajara, Ángeles de Puebla, Irapuato y Tigres UANL, con 5 victorias, 2 empates y una derrota; enfrentó en cuartos de final a U de G (ganó 3-1 global) y en semifinales a Atlante (ganó 5-3 global).
En la gran final enfrentaría a Tampico-Madero. El partido de ida fue el 3 de octubre en el Estadio Tamaulipas, el equipo cayó 4-1 (gol de Cristóbal Ortega), en una ventaja que aparentaba ser definitiva. Sin embargo el 6 de octubre en el estadio Azteca las Águilas fueron protagonistas de la mayor remontada en la historia de las finales de liga mexicana. De hecho el primer gol cayó hasta el minuto 54 por conducto de Ricardo Peláez, después Eduardo Bacas al 57, el empate global lo logró Ramón Ireta al 80, por lo que el juego se fue a tiempos extra; Eduardo Bacas concretó la hazaña al minuto 120 anotando el 4-0 definitivo (5-4 global), alcanzando con ello el tricampeonato.
Simultáneamente en dicho año América disputó sin éxito su segunda participación en la Copa de Campeones de la Concacaf, cuya fase inicial se jugó en el Memorial Coliseum de Los Ángeles, siendo esta la ronda de octavos de final, donde eliminó a Guadalajara en dos partidos (3-1 y 1-1) en lo que fue el primer Clásico de clásicos disputado en competencia internacional. En cuartos de final también en dos duelos, esta vez ida-vuelta eliminó al Vida (0-1 y 3-0) y en semifinales fue eliminado sorpresivamente por Olimpia (2-2 y 0-1).

### Títulos 1987-88
Luego de dos temporadas, México 1986 y 1986-87, relativamente positivas (semifinales y cuartos de final, ocupando el 4.º y 3.º de la tabla, respectivamente), el club incorporó un nuevo grupo de jugadores que incluyó al hijo del exastro americanista José Alves, Luis Roberto Alves Zaguinho y el mediocampista Antônio Carlos Santos.
Nuevamente un flojo inicio (3 derrotas en las primeras 6 jornadas) caracterizó el comienzo de la temporada, en esta ocasión con la consecuente destitución del técnico Cayetano Rodríguez, quien fue sustituido por Jorge Vieira, entrenador brasileño que impuso un estilo de propuesta ofensiva, que daría frutos al accionar del equipo. América finalizó como líder general una vez más, ahora con 24 victorias, 7 empates y 7 derrotas (55 puntos), con un balance goleador de 86 tantos a favor y 39 en contra.
Paralelo al Campeonato de liga 1987-88, y aún con la dirección técnica de Cayetano Rodríguez, disputó por tercera ocasión la Copa de Campeones de la Concacaf en su edición 1987; iniciando en la ronda de cuartos de final, venció en duelos a visita recíproca a Saprissa (global 4-1) y en semifinales a Monterrey (global 5-3); Enfrentando en la gran final a Defence Force, empataron el juego de ida a un tanto (gol de Juan Antonio Luna) y la vuelta, jugada el 28 de octubre de 1987 en el Azteca, obtuvo el título al ganar 2-0 con goles de Hermosillo y Santos.
En la fase final por el título de liga venció a Puebla (global 6-2) en cuartos de final, en semifinales a Atlético Morelia (5-5 global, 6-4 en penales), para enfrentar de nueva cuenta en la final a Pumas de la UNAM. El juego de ida en Ciudad Universitaria terminó con triunfo universitario 1-0. La vuelta fue el 3 de julio de 1988 en el Azteca, el conjunto de Coapa obtuvo el título venciendo 4-1 con goles de Gonzalo Farfán (2), Adrián Camacho y Antônio Carlos Santos. 
Finalmente en una serie a visita recíproca los días 7 y 10 de julio, se enfrentó y venció a Puebla campeón de Copa México por el título de Campeón de Campeones 1987-88 (global 3-2; goles de Gonzalo Farfán en la ida en el estadio Cuauhtémoc, Carlos Hermosillo y Guillermo Huerta en la vuelta en el estadio Azteca).
El palmarés en este ciclo pudo haberse ampliado, pero debido a cuestiones ajenas a lo futbolístico no fue así. La Copa Interamericana 1987 estaba pactada para ser disputada entre el América (Campeón de la Copa de Campeones de la Concacaf 1987) y Peñarol de Uruguay (Campeón de la Copa Libertadores 1987). A pesar de estar programada desde diciembre de 1987, horas antes de que se disputara el partido el 19 de abril de 1988 en el Memorial Coliseum de Los Ángeles en Estados Unidos, los presidentes de la Concacaf y Conmebol, Joaquín Soria Terrazas y Nicolás Leoz respectivamente, notificaron al promotor del encuentro, Enrique Sokra, que el 10% de las ganancias brutas del partido debían ir a las arcas de ambas confederaciones. El promotor rechazó esas condiciones, debido a esto se decidió seguir con el encuentro con el nombre de Copa Confraternidad ya sin el aval de ninguna confederación, a pesar de las amenazas a los dos equipos de que podrían ser sancionados.
El partido originalmente se iba a disputar el 19 de abril de 1988, no obstante, una intensa lluvia hizo que se aplazara dos días. El 21 de abril el encuentro se jugó y después de un empate a dos goles en tiempo reglamentario (tantos de Santos y Zague), el América se coronó en penales con marcador de 5-4.
Finalmente el América fue suspendido 2 años de toda competencia organizada por la Concacaf y posteriormente no pudo disputar la Copa de Campeones de la Concacaf 1989, derecho  que había ganado al haber sido campeón de liga en la temporada 1987-88.

### Título 1988-89
El camino al bicampeonato americanista estuvo lejos de ser cómodo, no solo porque las águilas flaquearon y sumaron la elevada cuota de 12 derrotas en temporada regular, sino porque algunos cuadros lucían más fuertes, como era el caso del líder general Puebla. América concluyó en 6.º lugar de la tabla general. La liguilla de dicho torneo se jugó bajo el formato grupal, los azulcremas integraron el grupo "A" junto con Guadalajara, el líder Puebla y Tecos de la UAG; tres victorias, dos empates y solo una derrota le dieron el pase a la gran final donde enfrentaría a Cruz Azul. El Azteca, sede de ambos duelos, presenció uno de los desenlaces más emotivos en liguilla, ya que el duelo de ida fue un partido de volteretas que terminó con triunfo americanista 3-2 (goles de Zague, Hermosillo y Santos). Mientras que en el juego de vuelta del 16 de julio, el conjunto azulcrema se adelantó por conducto de Juan Hernández, sin embargo Cruz Azul logró empatar el marcador global, no obstante un gol de Carlos Hermosillo sentenció el marcador 2-2 (global 5-4). Finalmente, cuatro días después venció en duelo único en el estadio Azteca a Toluca (campeón de Copa) por el título de Campeón de Campeones 1988-89 con marcador 2-1 (goles de Hermosillo y Carlos Alberto Seixas).
La siguiente temporada 1989-90, el bicampeón defensor arañó la posibilidad de un nuevo tricampeonato al terminar como líder general de la competencia, sin embargo cayó en semifinales ante U de G, luego de un polémico arbitraje; En una jugada por el costado izquierdo, Alfonso Sosa proyecto a Sergio Díaz, quien mandó un centro a área que Farfán interrumpió con su brazo derecho, fuera del área chica, sin embargo el árbitro José Antonio Garza y Ochoa señaló penalti, mismo que anotó Dávalos y significó el triunfo y calificación de los Leones Negros a la final.
Algunos de los integrantes del equipo que destacaron en esta etapa fueron: Cristóbal Ortega, Alfredo Tena, Héctor Miguel Zelada, Armando Manzo, Álex Domínguez, Carlos Hermosillo, Mario Alberto Trejo, Carlos de los Cobos, Vinicio Bravo, Daniel Brailovsky, Gustavo Echaniz, Juan Antonio Luna, Gonzalo Farfán, Roberto Alderete, Efraín Munguía, Manolo Rodríguez, Eduardo Bacas, Adrián Chávez, Cesilio de los Santos, Luis Roberto Alves Zaguinho y Antônio Carlos Santos, entre otros.

## Los años 1990: Sequía en liga

### Tres títulos internacionales cierran el ciclo de la generación ochentera
Todavía con la base de algunos de los elementos insignia de la década de 1980, el "Conjunto de Coapa" realizó un destacado ciclo futbolístico 1990-91, al alcanzar las series por el título de las tres competencias que enfrentó (liga, copa y campeonato continental). Primero, entre el 16 y 23 de enero de 1991 disputó la final de la Copa México 1990-91 ante U. de G., perdiendo por global 1-0. Posteriormente alcanzó la final del campeonato de liga 1990-91 enfrentando a los Pumas de la UNAM. El partido de ida jugado en el Azteca el 19 de junio terminó con victoria del equipo local 3-2; La vuelta el 22 de junio en C.U. concluyó con marcador 1-0 en favor del cuadro universitario, la regla del gol de visitante permitió coronarse a los Pumas.
De manera paralela participó por cuarta ocasión en la Copa de Campeones de la Concacaf, en esta ocasión venció en ronda preliminar de un juego al Saint Petersburg de Estados Unidos 1-0, para luego derrotar con global de 4-2 al Olimpia. La final sería contra FC Pinar del Río; el juego de ida en Cuba terminó empatado a dos (goles de Guillermo Huerta y Toninho), la vuelta en el Azteca, jugada el 12 de marzo de 1991, finalizó con marcador favorable al conjunto local de 6-0 (3 goles de Toninho, 2 de Zague y autogol de Osmín Hernández), para conquistar su tercer título de Concacaf.
Con ese título tuvieron la posibilidad de enfrentar a Olimpia, campeón de la Copa Libertadores 1990, por la disputa de la Copa Interamericana 1991. El juego de ida en Asunción terminó empatado a uno (gol de Edú Manga). La vuelta en el Azteca se jugó coincidentemente el 12 de octubre, fecha del aniversario 75 de la fundación del club. El partido resultó polémico luego de una gresca entre jugadores en la cual se vio involucrado el técnico Carlos Miloc; dos goles de Toninho dieron como resultado el 2-1 (3-2 global) con el que se consiguió el segundo título de Copa Interamericana (Es el único de los tres equipos de Concacaf, ganadores de la copa, que la obtuvo en 2 ocasiones).
Con la mediática inclusión del ex astro mexicano del Real Madrid Hugo Sánchez, quien regresó a México luego de 11 años en España, y bajo la dirección técnica nuevamente de Miguel Ángel López, América disputó con éxito la Copa de Campeones de la Concacaf 1992 al conquistar, en final escenificada en Santa Ana, California, su cuarto título del área. El 5 de enero de 1993 derrotó 1-0, con gol precisamente del Pentapichichi, al Alajuelense; previamente había eliminado en series de dos partidos a Saprissa (global 4-2), Dallas Rockets (7-2 global) y San Francisco Bay Blackhawks (4-3), para posteriormente derrotar en semifinal a duelo único al S.V. Robinhood con goleada 7-0.

### El América de Beenhakker
La veteranía y posterior retiro de algunos jugadores, la baja de juego de otros tantos, la falta de renovación en contrataciones extranjeras de calidad y la ausencia de debuts de canteranos de buen nivel, restó protagonismo al América, pero no por ello competitividad.Luego de los fracasos en los torneos 1991-92, 1992-93 y 1993-94 (eliminación en repechaje y dos semifinales consecutivas respectivamente), la directiva todavía encabezada por Emilio Díez Barroso planeó una restructuración del equipo partiendo de la novedosa contratación de un técnico europeo de renombre: el neerlandés Leo Beenhakker, entrenador tricampeón con el Real Madrid en 1986-87, 1987-88 y 1988-89 en la Liga Española, campeón de la Copa del Rey 1989, y seleccionador de los Países Bajos en Italia 1990.
El técnico tomó las riendas del equipo el 15 de junio de 1994, en sustitución de Miguel Ángel López, después de la Copa del Mundo de Estados Unidos 1994, anunció las contrataciones del camerunés François Omam-Biyik y el zambiano Kalusha Bwalya.
Desde las primeras fechas, América comenzó a exhibir un fútbol inusual en México, con un estilo de juego vertical y ofensivo, con base en un buen cuadro de jugadores mexicanos como Luis Roberto Alves "Zaguinho", Juan Hernández, Raúl Rodrigo Lara, Joaquín del Olmo, y el juvenil canterano Cuauhtémoc Blanco; quienes congeniaron con el estilo de los refuerzos africanos.
Si bien el debut fue flojo (triunfo 2-0 como visitante a León el 4 de septiembre), la escuadra de Beenhakker comenzó a despuntar luego de su resultado de la jornada 6 el 7 de octubre en el Azteca ante Atlético Morelia; Después de iniciar perdiendo 0-2 en los dos primeros minutos del juego con goles de Marco Antonio Figueroa y Juan Morales, acabó ofreciendo una gran voltereta con goles de Biyik (4), Del Olmo, Kalusha y Zague. Finalizando el encuentro 7-3 en favor del cuadro local, tan solo a los 25 minutos ya habían dado vuelta al marcador.
El 21 de octubre en el Azteca, por primera vez desde 1933 (9-2 al Sporting en Copa México), América anotó más de siete goles en un juego al golear 8-1 a Correcaminos de la UAT, esto con dobletes de Zague, Biyik y Cuauhtémoc Blanco, así como obras solitarias de Kalusha y Francisco Uribe.
El 13 de noviembre en uno de los Clásicos de clásicos más espectaculares de la historia, América supera al Guadalajara 4-3 luego de ir perdiendo 3-2. Kalusha, Biyik, Zague y Blanco marcaron por las águilas.
Una nueva voltereta se escenificó ante Veracruz luego de empatar 3-3, cuando ya perdía 3-0 al minuto 40. El 11 de diciembre, nuevamente, tras iniciar perdiendo 2-0 (goles de Héctor del Ángel a los 4 minutos y de Carlos Hernández a los 16), se levantó para acabar goleando 8-2 a TM Gallos Blancos (Tampico Madero) en el Corregidora.
De manera simultánea al accionar del conjunto, se presentaron actuaciones relevantes a nivel individual, como es el caso de François Omam-Biyik quien no solo concluyó como mejor goleador del equipo en una sola temporada (33 goles), esto en medio de la intensa lucha por el liderato de goleo, (al final ganada por Carlos Hermosillo con 35), sino que rompió la añeja marca de Horacio Casarín de más juegos consecutivos anotando, que era de nueve (establecida entre 1943-44 y 1944-45). La quebró el 4 de diciembre al marcar en la victoria de su equipo 3-1 contra Pumas de la UNAM y la dejó en 11 marcando en la goleada sobre TM Gallos Blancos.
Con el neerlandés en el banquillo, las Águilas jugaron como locales 16 encuentros, en esos cotejos registró una asistencia global de 839 mil espectadores para un promedio general de 52 437 espectadores por partido, el más alto de la última década. América llegó a la jornada 33 (habiendo descansado en dos por el número impar de equipos contendientes) con 31 partidos jugados, 18 ganados, 9 empates y 4 derrotas (45 puntos y una efectividad de 72.5%), un balance goleador de 78 goles a favor (2.51 por juego) y 40 en contra, ubicado en el liderato general y con la clasificación asegurada a la liguilla faltando 5 partidos por disputarse.
Sin embargo el 6 de abril de 1995 se anunció su separación del club, por parte de la directiva, permaneciendo durante muchos años en duda el porqué de su despido. El equipo no se recuperó anímicamente y dirigido primero por Emilio Ferrera y luego por Mirko Jozic, fue eliminado en semifinales por Cruz Azul.
En este contexto, varios años después, el 16 de marzo de 2010, en entrevista vía telefónica para el programa de televisión Los invitados del Cuau, que conducía Cuauhtémoc Blanco en la cadena Fox Sports, Leo Beenhakker declaró que el entonces presidente del América, Emilio Diez Barroso, le ordenó al neerlandés no alinear a Joaquín del Olmo por presuntos conflictos económicos entre el presidente y el jugador. Beenhakker al negarse y ponerlo a jugar, fue contactado por Giuseppe Rubolotta, entonces vicepresidente del América, "para que hiciera maletas".

### El inicio de los torneos cortos
Al iniciar los torneos cortos, el invierno 1996, representó su peor temporada de los últimos 40 años; se contrató a Ricardo La Volpe para dirigir al club, pero después de un desastroso 5-0 en el Jalisco ante el Guadalajara, fue cesado de su cargo, y se le dio el lugar a Carlos de los Cobos, quien no pudo hacer mucho para evitar ver al equipo eliminado de una liguilla por primera vez desde 1980-81, rompiéndose así la cadena de 16 liguillas consecutivas (récord del fútbol mexicano).
En el verano 1997, con la llegada de Jorge Solari, terminó como líder general de la competencia, misma en la que repitió la mayor racha de victorias en liga de su historia, ocho (la primera vez fue 1993-94, y tercera vez en partidos oficiales incluyendo el ciclo 1974-75), pero la intención de obtener el título es finalizada por el Atlético Morelia quien los elimina en cuartos de final.
Luego de superar una ronda previa de calificación ante dos clubes venezolanos, en la edición de 1998 se produce el debut de los clubes mexicanos en la Copa Libertadores, y correspondió al clásico de clásicos el honor de protagonizar el primer partido de ese torneo para equipos mexicanos de la historia, el 4 de marzo de 1998 en el Estadio Jalisco, con triunfo 1-0 para el visitante, con gol de Alberto García-Aspe. El segundo duelo de grupo que los enfrentó en el Azteca terminó con victoria 2-0 también para el conjunto americanista. Los equipos mexicanos compartieron grupo con Gremio de Porto Alegre y Vasco da Gama; América calificaría como uno de los mejores terceros lugares con 2 victorias, 2 empates y 2 derrotas, por lo que fue el primer conjunto mexicano en pasar a la segunda ronda de la Copa Libertadores de América y el primero en obtener un punto en esta competencia fuera de México ante el Vasco da Gama, con el empate 1-1. En aquella edición el club es eliminado en octavos por River Plate (global 2-1). El título de goleo de Cuauhtémoc Blanco en invierno 1998 (el primero desde 1982-83) con 16 goles matizó un torneo donde la falta de equilibrio entre ofensiva y defensiva derivó en la no clasificación del equipo a la liguilla.

## El nuevo siglo: Fin de la sequía en liga e inicia la relevancia en Sudamérica

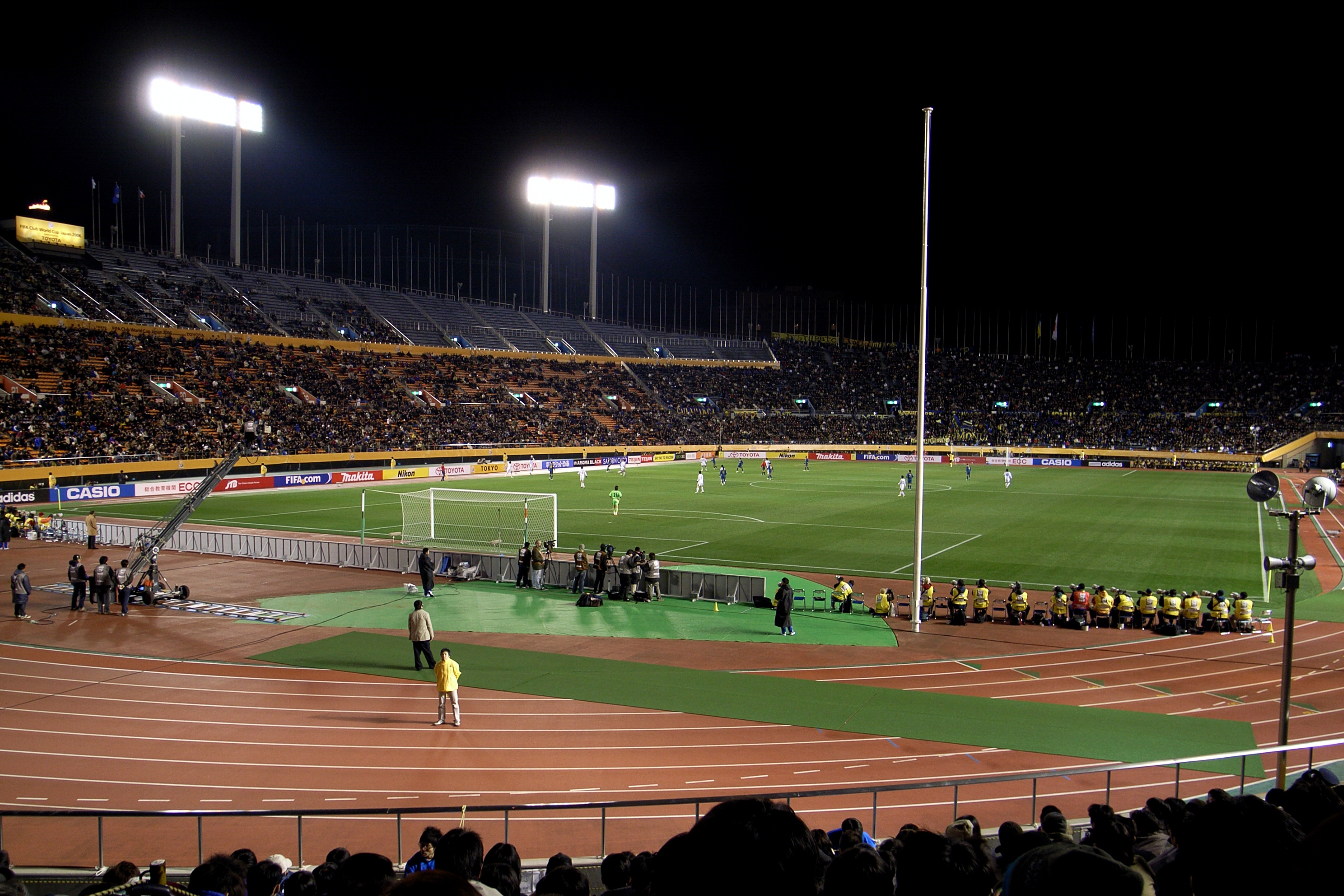
Partido de la Copa Mundial de Clubes 2006 Club América contra él Jeonbuk Hyundai Motors (Corea del Sur), en el que los norteamericanos ganaron su único partido, 1-0 con gol de Ricardo Rojas.

La Copa Libertadores 2000 significó una de las mejores actuaciones futbolísticas en la historia del club, en buena medida por el nivel de calidad alcanzado frente a conjuntos sudamericanos altamente competitivos; con la dirección técnica de Alfredo Tena y una sobresaliente actuación de Cuauhtémoc Blanco, quien anotaría 9 goles en el certamen. Encuadrado en el grupo 3 con Corinthians, Olimpia y LDU de Quito, inicia su participación el 16 de febrero venciendo como local 2-0 al conjunto brasileño, después cae 3-1 como visitante ante la escuadra paraguaya y cierra la primera vuelta de partidos ganando 1-0 en casa al equipo ecuatoriano. La segunda vuelta de partidos en el grupo comienza con una derrota en suelo brasileño 1-2, resultado que alejaba opciones considerables de calificación. 
No obstante el 12 de abril del 2000, consigue la mayor goleada para equipos mexicanos en Copa Libertadores al vencer 8-2 al Olimpia de Paraguay; El primer tiempo fue con un desarrollo favorable a las águilas aunque apenas culminó 3-2, mientras que en la complementaria se desenvolvió el potencial ofensivo del equipo. Al minuto de juego, Hermosillo abrió la cuenta, pero lo empató Luis Monzón a los 10. A los 14, Blanco decretó el 2-1 y a los 42 apareció de nuevo Hermosillo para el tercero, aunque rápidamente Víctor Quintana selló el 3-2. En la segunda mitad, a los 61 Pável Pardo liquidó la historia con el 4-2, que luego fue ampliado por Blanco a los 64, José Luis Calderón a los 71, el ingresado José Luis Salgado a los 75 y otra vez Blanco a los 85. Posteriormente un empate a dos como visitante en Quito selló la clasificación a octavos de final.
En octavos de final, el juego de vuelta como visitante estuvo precedido de una serie de amenazas de muerte producidas por miembros de las barras del club colombiano América de Cali a Cuauhtémoc Blanco. El equipo mexicano había derrotado a la escuadra colombiana 2-1 en el juego de ida, con gol de último minuto de Blanco en el Estadio Azteca, lo que provocó los mensajes de animadversión contra el mexicano, advirtiéndole del peligro que corría de presentarse en suelo visitante. En el juego de vuelta el 9 de mayo, Blanco marcó los tres goles de la victoria 3-2 del equipo mexicano, lo que le valió los aplausos de los aficionados rivales. En la siguiente fase derrotaron por 4-1 en el global al Bolívar. 
Las semifinales habría de disputarse frente a uno de los equipos más competitivos de esa época en Sudamérica, Boca Juniors, que integraba en esos momentos a una destacada generación de futbolistas encabezados por Juan Román Riquelme y dirigidos por Carlos Bianchi. La serie resultó emotiva y memorable por distintas circunstancias; el partido de ida el 31 de mayo se afrontó con las bajas por lesión de Cuauhtémoc Blanco y el portero titular Adolfo Ríos, factores claves para la derrota 4-1 en la Bombonera. Sin embargo en la vuelta el 7 de junio de 2000 en el Estadio Azteca, el conjunto mexicano produjo una importante voltereta; José Luis Calderón comenzó la avanzada ofensiva al anotar en el minuto 12', no obstante el marcador no se alteraría en el resto del primer tiempo. En la segunda parte Fabián Estay anotaría al minuto 68, finalmente el minuto 81' llegaba acompañado de un córner ejecutado directo a la cabeza de Calderón poniendo el marcador 3-0 (4-4 global que mandaba a penales el cotejo), pero un gol de último minuto de Wálter Samuel calificó a los Xeneizes a la final. En el torneo local a pesar de la buena producción ofensiva (36 goles en 17 partidos), ya no lograron calificar.
En el invierno 2000 llegó hasta cuartos de final, donde el entonces campeón Toluca los eliminó por un empate global que puso a los Diablos en semifinales por su mejor posición en la tabla.
El 5 de agosto de 2001 lograron conquistar la única edición de la Copa de Gigantes de la Concacaf derrotando por marcador de 2-0 (goles de Jesús Mendoza y Octavio Valdez) al D.C. United en el Memorial Coliseum de Los Ángeles, después de vencer previamente a Municipal y Saprissa. Este campeonato, había sustituido por esa ocasión al tradicional torneo del área, de tal manera que su ganador clasificará a la eventual Copa Mundial de Clubes de la FIFA 2003, que nunca se jugó.
En ese mismo año, en el torneo de verano 2001 con el técnico Alfio Basile, logran el liderato general, gracias a la incorporación de jugadores como Ricardo Rojas, Iván Zamorano, Frankie Oviedo, José Luis Calderón y Fabián Estay, pero finalmente caen en semifinales con el Pachuca.
En el invierno 2001, Alfio Basile sería cesado al perder 1-2 ante el Cruz Azul. Manuel Lapuente sería su relevo en donde rescató al equipo, Pero el equipo no lograría calificar, quedándose a un punto.
América volvió a ser campeón en el torneo de verano 2002, cuando ganaron su primer título de liga en 13 años al derrotar en la final al Necaxa, luego de remontar el marcador adverso de 2-0 de la ida, 3-0 en la vuelta (global 3-2). Llegaron a la liguilla en 8.º lugar general, derrotaron al superlíder La Piedad en cuartos de final (6-2 global), y en semifinales a los Pumas de la UNAM (global 2-1); el primer juego en el Azteca quedó empatado sin goles, pero el partido en CU cambió drásticamente la historia, primero un error de Miguel España que anotó en su propia meta, dejando a los felinos universitarios fuera, el partido se tensó cuando Víctor Müller logró el empate para los Pumas, pero pocos minutos después del segundo tiempo Christian Patiño pudo vencer la cabaña de Esdras Rangel y marcó el tanto que ponía a las Águilas en la gran final, misma que sería disputada en ambos encuentros dentro del Coloso de Santa Úrsula.
En el juego de ida, el Necaxa tomaba ventaja con goles de Víctor Ruíz y uno de Zague, el máximo anotador de las Águilas. El juego de vuelta realizado el 26 de mayo en el Estadio Azteca generó más tensión, el primer tiempo terminó sin goles, lo que le daba a Necaxa el campeonato, pero a los 58 minutos Christian Patiño logró introducir el balón a la portería de Nicolás Navarro, y solo cuatro minutos después Iván Zamorano ponía el gol del empate global, así continuó el encuentro hasta acabar los 90 minutos reglamentarios, por lo tanto el árbitro decretó tiempo extra hasta definir al ganador. Al minuto 105 Carlos Gutiérrez estuvo a punto de marcarle un gol a Adolfo Ríos pero atajó de manera inmediata y lo evitó, solo dos minutos después Hugo Castillo recibió un tiro de esquina de Álvaro Ortiz y con la cabeza anotó el gol de oro con el que América finalmente obtendría el título.
En su calidad de campeón de la Copa de Gigantes de la Concacaf participó en la Copa de Campeones de la Concacaf 2002 donde cayó eliminado en la primera ronda con doble derrota frente a Liga Deportiva Alajuelense.
Simultáneamente, el América logró llegar hasta las semifinales de la Copa Libertadores 2002 donde fueron eliminados por el São Caetano de Brasil. Esto después de una extraordinaria primera fase en la que terminó con 5 victorias y un empate, sin recibir anotación (compartió grupo con Talleres de Córdoba, Deportivo Tuluá y River Plate); venció en los dos juegos de octavos de final y cuartos a Cienciano y Morelia respectivamente; la Copa tuvo un receso durante la Copa del Mundo 2002, por lo que ya mermado y fuera de ritmo enfrentó las semifinales. A pesar de la eliminación, su participación concretó el mejor registro estadístico para cualquier club mexicano en la historia del torneo, al concluir con un acumulado de nueve victorias, dos empates y una sola derrota.
Para el Apertura 2002 Cuauhtémoc Blanco regresa al equipo buscando obtener el bicampeonato, en este mismo torneo las Águilas hicieron su presentación hasta la jornada 2 contra Guadalajara, ya que su primer partido sería contra Pachuca, pero debido a su compromiso con la Libertadores se aplazó la fecha; en ese mismo torneo Manuel Lapuente se separó provisionalmente del cargo, regresando hasta la fecha 11, por problemas de salud; en el interinato de Mario Carrillo el equipo logró una buena productividad de 8 victorias y dos empates, con el regreso de Lapuente el equipo terminó en primer lugar de la tabla, producto de 13 victorias, 4 empatados y 2 perdidos (43 puntos, récord de torneos cortos). Logró acceder nuevamente a la liguilla en la cual enfrentó a Santos, un empate de 3 goles en el entonces Estadio Corona ponía a las Águilas en semifinales, pero en el Azteca Santos reaccionó venciendo 1-2, los Laguneros accedieron a semifinales y dejaron al campeón en el camino.
El Clausura 2003, se convirtió en un atípico torneo para el equipo donde con seis derrotas, cinco empates y ocho victorias no logró llegar hasta la liguilla. Al mismo tiempo, el fracaso del equipo se extendió al terreno internacional durante la Copa de Campeones de la Concacaf 2003, cuando perdió una ventaja global de tres goles en el juego de vuelta de la semifinal (había ganado el juego de ida 4-1) en el estadio Azteca frente a Toluca, perdiendo 4-0. La displicencia con la que se tomó este torneo fue tal, que dicho encuentro fue dirigido por el auxiliar José Manuel de la Torre y no por el técnico titular. Al final del torneo de liga salió Manuel Lapuente de la dirección técnica.
En el Apertura 2003 se presentó el regreso de Leo Beenhakker, con ello el equipo logró cierta regularidad en la liga, en su primer torneo no logró calificar a la liguilla. Curiosamente en el mismo año 2003, el equipo no calificó a la liguilla en dos torneos de manera consecutiva, siendo la segunda ocasión en su historia (1972-75) y primera en los torneos cortos. Pero en el Clausura 2004 pudo clasificar a cuartos de final, se enfrentaron a Toluca, perdiendo los dos juegos, sobresaliendo el de vuelta, ya que un percance ocurrido contra Sao Caetano en la ronda de octavos de final de la Copa Libertadores 2004, provocó el veto del estadio Azteca para dicho juego, en el cual las Águilas sin público se despidieron de Adolfo Ríos (quien se retiró, cediendo su lugar al canterano Guillermo Ochoa), de Leo Beenhakker, y del torneo.
En esa mencionada Copa Libertadores 2004 América obtuvo la primera victoria de un club mexicano en Brasil, precisamente ante Sao Caetano, pero en fase grupal, donde terminó como líder, por encima del mencionado equipo brasileño, The Strongest y Peñarol. Nuevamente se vio las caras con el São Caetano en octavos de final, el cual ganó 2-1 la ida. En la vuelta (que concluyó con empate a uno), en el Azteca se desató una de las mayores broncas en la historia de la competencia y del club, el resultado fue el veto del estadio un juego de la liga y tres de competencias sudamericanas, así como un año de suspensión de torneos de la CONMEBOL hacia Cuauhtémoc Blanco.
El Apertura 2004 concluyó como otro mal torneo para las Águilas, primero se dio la controversial contratación del exjugador águila Oscar Ruggeri, que trajo refuerzos que no terminaron funcionando: Sebastián Saja, Djalminha, Horacio Ameli y Claudio López (el único que destacó y permaneció en el club); también se dio la salida de Cuauhtémoc Blanco a los Tiburones Rojos del Veracruz, y la de Ricardo Rojas a la Universidad Católica, después de la jornada 6 Ruggeri se marchó de México, por lo que su lugar fue ocupado por Mario Carrillo, el equipo finalizó en lugar 13.

### El campeón menos vencido
En el torneo de Clausura 2005 consiguen el título de liga bajo el mando de Mario Carrillo. Calificaron a la liguilla en 3.º de la tabla, producto de 7 victorias, 9 empates y una derrota (30 puntos). Eliminaron en cuartos de final a Santos Laguna (global 3-3) y vencieron por partida doble a Cruz Azul en semifinales (6-3 global). En la final derrotan a los Tecos de la UAG con un global de 7-4, 1-1 en la ida en Zapopan y 6-3 en el Estadio Azteca (con dos goles de Aarón Padilla, dos de Claudio López, y tantos de Jesús Mendoza y Cuauhtémoc Blanco). En este torneo América estableció el récord de menos derrotas, incluyendo liguilla (aunque empató más de la mitad de sus partidos), se coronó campeón de liga con una sola derrota, ocurrida en temporada regular, en los 23 juegos que disputó para obtener el título (17 de temporada regular y 6 de liguilla) con un balance general de 10 victorias, 12 empates y una derrota. Con jugadores como Claudio López, Cuauhtémoc Blanco, Kleber Boas, Aarón Padilla, Guillermo Ochoa, Pável Pardo, entre otros, las Águilas lograron obtener la corona el 29 de mayo del 2005, el mismo día en que el Estadio Azteca cumplía su 39 aniversario.
Así mismo lograron el título de Campeón de Campeones 2004-05 al vencer al UNAM 2-1 (doblete de Kléber Pereira) en el Estadio Azteca el 27 de julio, luego de haber empatado a cero en la ida cuatro días antes. En el Apertura 2005, el equipo mantuvo un buen nivel terminando como líder general de la competencia y estableciendo el récord de más partidos sin derrota en el fútbol mexicano, con 28 entre la jornada 7 del Clausura y la 11 del Apertura 2005 (curiosamente el récord anterior, también le pertenecía al equipo —1971/1972 con 24 juegos—). La histórica racha se extendió a un total de 32 duelos oficiales, considerando los dos juegos del Campeón de Campeones contra UNAM y los dos correspondientes a la serie de octavos de final de la Copa Sudamericana 2005 ante Atlético Nacional (torneo de debut para el equipo en esta competencia, donde quedaría eliminado en la ronda de cuartos de final frente a Vélez Sarsfield). Sin embargo en la liguilla es eliminado sorpresivamente por Tigres con una goleada de 4-1 en el mismo Estadio Azteca en la fase de cuartos de final (luego de haber ganado la ida 3-1).
El 19 de abril de 2006 obtiene la Copa de Campeones de la Concacaf 2006, el quinto título de este torneo en su historia al derrotar al Toluca, por 2-1 en tiempo extra, en juego celebrado en el Estadio Azteca, los anotadores fueron Kléber Boas y Duilio Davino; el partido de ida había concluido con empate a cero. Con este campeonato, logró su pase a la Copa mundial de clubes 2006. En dicho torneo había vencido en cuartos de final a Portmore United (global 7-3) y en semifinales a Alajuelense (global 2-1).
El Apertura 2006 bajo la dirección técnica de Luis Fernando Tena parecía cambiar el rumbo del equipo, ya que el club lograba ocupar los primeros lugares nuevamente, ganó 9 partidos, empató 3 y perdió 5, en cuartos se enfrentó al Atlas al cual logró eliminar duramente; en semifinales enfrentó a Guadalajara, sin embargo el Rebaño con un global de 2-0 logró acceder a la final.
El 11 de diciembre debuta en el Copa Mundial de Clubes de la FIFA 2006, no obstante tuvo una mala actuación, en la cual solo ganó el partido contra el equipo Jeonbuk Hyundai Motors de Corea del Sur, para después perder con el FC Barcelona (España) quien les goleó 4-0 y terminó siendo derrotado por el equipo Al-Ahly (Egipto) en el partido por el tercer lugar.
En 2007, América se convierte en el equipo mexicano con mayor actividad futbolística en un año al disputar 71 partidos, (34 de liga, 8 de liguilla, 12 de Copa Libertadores, 8 de Copa Sudamericana, 3 del torneo amistoso de pretemporada Superliga, 4 del torneo Interliga y 2 del torneo amistoso Copa Panamericana). A pesar de la intensa actividad el equipo logra actuaciones sobresalientes, pero no exitosas; al perder la final del Clausura 2007 ante el Pachuca con global 3-2, sufriendo apenas su segunda derrota como local en finales de liga y con la salida de su último jugador emblemático: Cuauhtémoc Blanco. En este torneo repitió la liguilla en cuartos contra Atlas y en semifinales contra Guadalajara cambiando la historia del torneo anterior.
En el ámbito internacional, concluyó como segundo lugar de grupo en la Copa Libertadores 2007 por debajo del Libertad y por encima de Banfield y Nacional de Ecuador, superó en octavos de final a Colo-Colo; sin embargo es eliminado en cuartos de final por Santos de Brasil; no obstante fue el primer equipo mexicano en tener al líder de goleo de una Copa Libertadores, y fue Salvador Cabañas con 10 goles. Obtiene el subcampeonato de la Copa Sudamericana 2007 al caer por la regla del gol de visitante contra Arsenal de Sarandí. Alcanzó la última instancia, luego de eliminar en octavos de final al campeón vigente Pachuca (global 4-3), en cuartos a Vasco da Gama (global 2-1) y en semifinales al Millonarios de Colombia (global 5-2). El partido de ida el 30 de noviembre de 2007 en el Estadio Azteca terminó 2-3. En el partido de vuelta, jugado el 5 de diciembre de 2007 en el Estadio Presidente Perón, el equipo logró anotar los dos goles de visitante que le hacían falta para obtener el título, por conducto de un autogol de Cristian Díaz al minuto 18 y Juan Carlos Silva al 62, pero en el minuto 83 Martín Andrizzi anotó el gol del empate global y Arsenal se coronó por el ya mencionado criterio de desempate.
En el torneo de Clausura 2008 se colocaron en el lugar 18 de la tabla general, incluidos 11 partidos consecutivos sin ganar, siendo este su peor torneo y quedando por primera vez en la historia en el último lugar. En este mal torneo estuvieron al mando Daniel Brailovsky, quien después de la derrota ante el Atlas fue destituido de su cargo, por lo que se contrató a Rubén Omar Romano, quien no mejoró la situación con 9 derrotas y un empate en la liga, después de la derrota en el partido de ida de los octavos de final de la Copa Libertadores en el Azteca este renunció y el puesto fue dejado a Juan Antonio Luna, que solo pudo obtener el pase hasta semifinales en la Libertadores y un triunfo por 1-0 ante el Monterrey en la última jornada, siendo el único partido de liga en que dirigió a las Águilas. 
No obstante tuvo una sobresaliente participación en la Copa Libertadores 2008, contrastando con su nivel en el torneo local, manifestó un destacado nivel competitivo frente a los rivales sudamericanos, haciéndose fuerte como local, clasificó como segundo lugar de grupo por debajo de River Plate y por encima de Universidad Católica y Universidad de San Martín. Fue en este punto cuando llegó el 7 de mayo de 2008 la histórica y sorpresiva victoria 3-0 en el Estadio Maracaná sobre el Flamengo, esto en el partido de vuelta de la ronda de octavos de final, aún más cuando América había perdido el juego de ida 2-4 en el Estadio Azteca. Posteriormente eliminó con global 2-1 a Santos en cuartos de final. El equipo concluyó su actuación al ser eliminado en semifinales ante la Liga Deportiva Universitaria de Quito por la regla del gol de visitante, luego del empate 1-1 global. Salvador Cabañas repitió como líder de goleo en el máximo certamen sudamericano con 8 goles, siendo con ello el máximo goleador de clubes mexicanos en Copa Libertadores.
En el Apertura 2008, tratando de superar los malos resultados de la temporada anterior se contrata al técnico argentino Ramón "El Pelado" Díaz; este año se convirtió en el segundo en el que el conjunto de Coapa no calificaba a la liguilla en los dos torneos cortos anuales.
Para el Clausura 2009, el Pelado dirigió otros cuatro partidos, hasta que una derrota en el Azteca ante el Pachuca fue cesado y se le dio su puesto al hombre que hizo campeón a la Selección mexicana sub-17 en Perú 2005: Jesús Ramírez, pero su falta de experiencia con equipos de Primera División fue la que hizo que el equipo no pudiera levantarse en aquella temporada y con este fueron tres torneos seguidos sin asistir a una liguilla, situación que no ocurría desde las temporadas 1972-73, 1973-74 y 1974-75.
Llegó el Apertura 2009 y aún con Ramírez al mando, finalmente regresaron a una liguilla, después de tres torneos sin poder lograrlo, pero en cuartos de final se enfrentaron a los Rayados quienes eliminaron a las Águilas por marcador global de 2-1.

## Los años 2010: Una década de éxitos
En el Torneo Bicentenario 2010 Jesús Ramírez siguió con el equipo y nuevamente los llevó a cuartos de final donde cayeron con Toluca por global de 4-2, y finalmente Ramírez salió del equipo. En ese mismo torneo sufrieron la baja de Salvador Cabañas debido a una herida por arma de fuego en la cabeza el 25 de enero de ese año.
Al llegar el Apertura 2010 volvió Manuel Lapuente, con quien ya habían ganado el título del verano 2002. Clasificaron a la liguilla donde eliminaron a San Luis en cuartos de final, pero en semifinales tropezaron con Santos Laguna (global 5-4).
En el Clausura 2011 apenas en la jornada 3 Lapuente fue separado nuevamente del club, para ocupar ese puesto regresó Carlos Reinoso quien no dirigía a las Águilas desde el invierno 1998; lograron llegar hasta cuartos de final donde los eliminó Morelia. Después de tres años volvían a una competencia sudamericana, la Copa Libertadores 2011,  lideraron su grupo por delante de Fluminense, Nacional y Argentino Juniors, en esta ocasión alcanzaron la ronda de octavos, siendo eliminados por Santos. Además hubo desacuerdos con la directiva, ya que el Azteca sería usado para una serie de conciertos del grupo U2. Mientras se buscaba una cancha neutral para jugar la liguilla y la segunda fase de la Libertadores, finalmente se decidió por La Corregidora en Querétaro, pero este escenario no benefició al equipo, ya que empataron su juego contra Santos y perdieron con Morelia siendo eliminados de ambas competencias.
El Torneo Apertura 2011 se convirtió en otro muy mal torneo para las Águilas, pues solo ganaron 3 encuentros, empataron 6 y perdieron 8 terminando en el lugar 17 de la tabla general.
En el mes de noviembre, el ex-americanista Ricardo Peláez es presentado como nuevo presidente del club, ocupando el lugar de Michel Bauer, este mismo mes se presentó como nuevo estratega a Miguel Herrera.
En el Clausura 2012 fue uno de los protagonistas al concluir en tercer lugar con 32 puntos (9 victorias 5 empates y 3 derrotas). En los cuartos de final se enfrentó a Pachuca a quien derrotó por global de 3-2 (3-1 en Hidalgo en la ida y 0-1 en el Azteca de vuelta) ya en semifinales se enfrentó a los Monterrey pero fue eliminado con global de 2-0 después de empatar a cero en el Estadio Azteca y ser derrotados 0-2 en el Estadio Tecnológico.
Para el Apertura 2012 nuevamente bajo la conducción de Miguel Herrera, el América hace una buena campaña ganando 8 partidos, empatando 7 y solo perdiendo 2. En la liguilla venció por marcador de 3 a 2 a Morelia, ganando 2-0 en el Estadio Morelos y perdiendo 1-2 en el Estadio Azteca, en semifinales cayó por marcador de 3 a 2 global ante el Toluca. Al tiempo que, en el retorno del torneo de Copa México, el equipo quedó eliminado en fase de grupos.

### La dramática final contra Cruz Azul
América hizo una regular campaña en la Copa México Clausura 2013, al quedar en la posición número uno en la fase de grupos. Sin embargo no pudo avanzar a la final, ya que enfrentando al Cruz Azul en semifinales y tras un agónico empate a un gol, el juego fue directamente a penales, en los cuales Aquivaldo Mosquera erró el último penal dándole ventaja a la Máquina Cementera, la cual accedió a la final donde a la postre sería campeón. 
Para el torneo Clausura 2013 se presenta la consolidación del proyecto de reestructuración iniciado por el club al contratar a Miguel Herrera y Ricardo Peláez. Finalizó la temporada regular como 2.º de la tabla general producto de 9 triunfos, 5 empates y 3 derrotas (32 puntos), balance de 30 goles a favor y 15 en contra. Enfrentó y venció con doble triunfo a Pumas UNAM (global 3-1); en semifinales, luego de un trepidante empate a 2 en la ida, venció como local 2-1 a Monterrey. La gran final sería ante otro grande del balompié nacional: Cruz Azul. 
Con una serie más (la tercera en finales, luego de la de 1971-72 y 1988-89) del Clásico Joven entre América y Cruz Azul, se disputó el juego de ida el 23 de mayo en el Estadio Azul, que terminó con triunfo cruzazulino 1-0 con gol de Christian Giménez. 
El partido de vuelta en el Azteca, generó tal expectativa, que posteriormente se convirtió en el partido más visto en la historia del fútbol mexicano dentro de los torneos de liga. El duelo marcó la pauta en el fútbol nacional en lo que se refiere a audiencia tras las expectativas generadas a lo largo de la semana por dos de los equipos más populares en México. Fueron 41 puntos de audiencia los que marcó el duelo que fue transmitido por Televisa, cifra que marca un récord en la Liga mexicana, pues ninguna de las finales anteriormente disputadas se había acercado a ese registro.
El 26 de mayo del 2013 la expectativa generada por el duelo fue correspondida con una de las finales más emotivas en la historia de la Liga Mexicana. El partido comenzó con una expulsión al minuto 13 para Jesús Molina de América, que dejó en desventaja numérica al cuadro local, sin embargo esto no fue bien aprovechado por el conjunto celeste que no modificó su propuesta de sostener la ventaja conseguida en la ida y luego por el gol conseguido por Teófilo Gutiérrez al minuto 20, lo que ponía el global 2-0. Al segundo tiempo Cruz Azul no aprovechó las ventajas ante el equipo local, y no tardo en padecer las consecuencias de los ataques americanistas. Un tiro de esquina cruzó el área sin que nadie pudiera rematar, Christian Bermúdez volvió a centrar de primera intención, centro que fue rematado por Aquivaldo Mosquera al minuto 88 para anotar el primer gol americanista; en tiempo de compensación (minuto 90+3) luego de tiros de esquina infructuosos, Moisés Muñoz remató la pelota y con un ligero desvío del defensa rival Alejandro Castro consiguió el gol de la igualada en el global, y del triunfo en el juego de vuelta. Lo cerrado o precautorio de los tiempos extras llevó la definición del título a la tanda de tiros penales. Por Cruz Azul anotaron Rogelio Chávez y Gerardo Flores, fallaron Javier Orozco y Alejandro Castro. En tanto que por el América anotaron Raúl Jiménez, Christian Benítez, Osvaldo Martínez y el tiro definitivo a cargo de Miguel Layún.
Con este título América jugó la Liga de Campeones de la Concacaf 2013-14 para obtener su pase al Copa Mundial de Clubes de la FIFA 2014 como representante de Concacaf, sin embargo fue eliminado por primera vez en primera ronda. El torneo Apertura 2013 significó la defensa del título a buen nivel, alcanzando el liderato general de la competencia con 11 ganados, 4 empatados y 2 perdidos (37 puntos), en la liguilla eliminó en cuartos de final a Tigres (global 3-3), en semifinales a Toluca (global 3-2). En la gran final enfrentó a León; en ella América perdió por primera vez en la historia los dos juegos de la gran final (global 1-5), y también por primera ocasión perdió un juego de vuelta, y en consecuencia el título, en un duelo celebrado en el Estadio Azteca donde hasta ese día (15 de diciembre de 2013) había obtenido todos los títulos que definió ahí, en juegos ida-vuelta.
El mal paso de la selección mexicana en la eliminatoria mundialista (que derivó en la destitución de tres técnicos en el proceso), combinado con el buen desempeño del club en el torneo de liga, llevó a la FMF a nombrar provisionalmente al técnico americanista Miguel Herrera como entrenador de la equipo mexicano para cumplir los duelos de repechaje contra Nueva Zelanda y conseguir posteriormente la clasificación, todo ello con una base de jugadores americanistas. Posteriormente se nombró de manera definitiva como director técnico nacional a Herrera, y al club capitalino llegó como entrenador el argentino Antonio Mohamed, quien ante la premura del nuevo torneo Clausura 2014, sumado al desgaste y actividad de los jugadores, tuvo el peor desempeño estadístico de los últimos dos años y consecuentemente esto derivó en la eliminación del equipo en la ronda de cuartos de final frente a Santos Laguna.

### Doblete: Liga y Concacaf
En el Apertura 2014, el club concluyó por decimonovena ocasión en el primer lugar de la tabla general con 31 puntos, resultado de 9 victorias, 4 empates y 4 derrotas. En la liguilla, enfrentó en los cuartos de final a Pumas de la UNAM, dividiendo victorias por idéntico 1-0, ante el empate global, el equipo clasificó por su mejor posición en la tabla. En semifinales eliminó sin dificultades a Monterrey por global de 3-0. En la gran final se enfrentó con Tigres UANL, y tras perder el partido de ida 1-0 en el estadio Universitario, en la vuelta el 14 de diciembre de 2014 en el Estadio Azteca, América remontó con marcador 3-0 (global 3-1), con goles de Michael Arroyo, Pablo Aguilar y Oribe Peralta, obteniendo de esta forma un título más de liga.
Tras la final, Antonio Mohamed dejó el cargo de entrenador después de los rumores que se dieron durante toda la fase final en relación con su eventual reemplazo. El 18 de diciembre de 2014, Gustavo Matosas fue presentado de manera oficial como nuevo entrenador rumbo al Clausura 2015.
De manera simultánea al torneo de liga, el equipo disputó la ronda de grupos de la Liga de Campeones de la Concacaf 2014-15; en ella se ubicaría en la primera posición de su sector, por encima de Bayamón y Comunicaciones. Sus resultados incluyeron la segunda mayor goleada en la historia de la institución, al vencer como visitante 10-1 a Bayamón. La actividad de dicho certamen se reanudó en el mes de febrero con la ronda de cuartos de final, enfrentando a Deportivo Saprissa. En esta llave las Águilas eliminaron al cuadro centroamericano con global de 5-0. En las semifinales se enfrentarían a otro equipo tico, el Herediano. En el juego de ida en Costa Rica, los azulcremas fueron derrotados sorpresivamente 3-0, dejando un marcador desfavorable para la vuelta; sin embargo el 8 de abril en la cancha del Estadio Azteca, el equipo dirigido por Matosas reaccionó al notable apoyo ejercido por su afición, y en menos de treinta minutos dio vuelta al marcador global, terminando incluso por superar en tres, la diferencia de goles, al concretar ya en el segundo tiempo el 6-0 definitivo (6-3 global). De este forma clasificó a la final donde enfrentaría a Montreal Impact.
El partido de ida ante el Impact de Montreal se disputó el 22 de abril en la cancha del Estadio Azteca. El duelo que fue relativamente cerrado, ya que América no concreto varias oportunidades de anotación, tuvo al cuadro canadiense arriba en el marcador desde el minuto 16 con tanto de Ignacio Piatti. Al final Oribe Peralta definió el empate a uno en el minuto 89.
El juego de vuelta se escenificó en el Estadio Olímpico de Montreal el 29 de abril. Nuevamente el cuadro azulcrema se vio abajo en el marcador, antes de los diez minutos de juego, con un gol de Andrés Romero. Sin embargo en el segundo tiempo el equipo mexicano reaccionaria de manera contundente con un triplete del argentino Darío Benedetto, que complementado con un gol de Oribe Peralta, daría vuelta al marcador y concretaría la victoria 4-2 (5-3 global) y por ende el sexto título de la competencia para América.
De forma paralela a su actuación en las rondas finales del torneo de Concacaf; el equipo azulcrema realizó una aceptable defensa de su título como campeón vigente, en el torneo Clausura 2015, al concluir en el segundo lugar de la clasificación general, empatado nuevamente con Tigres UANL (a quien favorecía la diferencia de goles). Sin embargo el equipo no pudo ir más allá de la ronda de cuartos de final, al quedar eliminado con marcador global de 5-7 frente a Pachuca.

### Campeonato internacional en el centenario
Luego de la salida de Gustavo Matosas, y de manera contraria al perfil común de técnicos manejado en el equipo, se dio la llegada de Ignacio Ambriz; quien como jugador había sido compañero del presidente deportivo del club Ricardo Peláez en Necaxa y como entrenador en San Luis estuvo bajo las órdenes de José Romano (presidente operativo de la institución) cuando este fue mandatario del cuadro potosino. Su llegada fue motivo de severas críticas por parte de medios y aficionados que veían en su figura, una personalidad alejada, no solo de sus inmediatos antecesores, sino de las exigencias actuales del equipo. Su comienzo se dio en la edición del Campeón de Campeones 2014-15 (acudió como campeón del Apertura 2014), donde perdió el título a manos de Santos Laguna 1-0 (campeón del Clausura 2015), en duelo único celebrado en Frisco, Texas. Durante la campaña regular del torneo de liga Apertura 2015, mostró un nivel irregular al comenzar con una derrota frente a Puebla, hilvanar cinco victorias y después varias derrotas en el Azteca, incluido el clásico. El equipo finalizó en sexto lugar, eliminó en cuartos de final a León con marcador global de 5-3 y después fue goleado 3-0 como local en la ida de las semifinales ante uno de sus acérrimos rivales, el equipo de Universidad Nacional. El conjunto americanista estuvo a punto de realizar la hazaña de clasificar al ponerse momentáneamente 3-0 en el duelo de vuelta, sin embargo no lo consiguió y de esta forma fue eliminado.
Al mismo tiempo el equipo disputó la ronda de grupos de la Liga de Campeones de la Concacaf 2015-16 en la que concluyó como líder de su sector con diez puntos, producto de tres triunfos y un empate. Sus rivales habían sido Walter Ferretti de Nicaragua y Motagua de Honduras. El equipo enfrentaría en la serie de cuartos de final a Seattle Sounders.
Finalmente el equipo terminó su actuación en el año al participar en la Copa Mundial de Clubes de la FIFA 2015, donde enfrentó al campeón de la AFC, Guangzhou Evergrande de China en la ronda de cuartos de final. El equipo mexicano cayó derrotado 2-1 y tuvo que conformarse con la disputa de un duelo por el quinto puesto ante el campeón de la CAF, Mazembe de la RD de Congo, escuadra a la que venció con marcador de 2-1.
Situados en el primer semestre del año de su centenario, el equipo afrontó la disputa de las rondas finales de la Liga de Campeones de la Concacaf 2015-16. Haciendo patente su fortaleza como local en el Estadio Azteca durante los encuentros definitivos, el equipo superó de manera cerrada sus eliminatorias ante Seattle Sounders en cuartos de final (2-2 en la ida, 3-1 en la vuelta) y Santos Laguna en semifinales (0-0 en la ida, 1-0 en la vuelta). En la final enfrentaría al vigente campeón de liga mexicana los Tigres UANL. El duelo de ida que había generado la expectativa de un encuentro cerrado, fue dominado por el equipo azulcrema que venció 2-0 (goles de Darío Benedetto y Osvaldo Martínez) en el Universitario de Nuevo León a los regiomontanos. Finalmente el 27 de abril de 2016, América ganó su segundo título consecutivo en la Liga de Campeones de la Concacaf, al vencer 2-1 a Tigres en el partido de vuelta en el Estadio Azteca y al adjudicarse la serie 4-1 en el global. Andre-Pierre Gignac les dio a los visitantes una ventaja 1-0 a los 39 minutos, pero el anfitrión logró anotar dos veces en la parte de complemento a través de Michael Arroyo (68 ') y Osvaldo Martínez (de penal en el minuto 87).
Con el triunfo, el Club América obtuvo un lugar en la Copa Mundial de Clubes de la FIFA 2016 y logró imponer a la vez, el récord como el equipo con más títulos a nivel de clubes del máximo certamen del área con siete; Y de paso en el primer equipo de la zona en alcanzar los 10 títulos internacionales.
A la par del certamen continental, el equipo mantuvo un relativo protagonismo en la liga al permanecer en la disputa de los primeros lugares de la tabla general en el Clausura 2016, sin embargo las constantes indisciplinas y fallas en el nivel y sistema de juego derivaron en la eliminación en la fase de semifinales frente a Monterrey.
En el segundo semestre del año, dentro del torneo de liga Apertura 2016, una serie de resultados negativos ocasionó el cese del técnico Ignacio Ambriz; quien sería sustituido por Ricardo La Volpe, que ya había dirigido al club veinte años atrás en el invierno 1996. Dentro del torneo de Copa México Apertura 2016 el equipo (aún con Ambriz) había clasificado como líder general a la ronda de octavos de final, donde (ya con La Volpe en el banquillo) eliminó a Veracruz 1-0, para luego dar cuenta de Chiapas 3-2 en cuartos de final; finalmente fue eliminado en la ronda de semifinales al caer en la serie de penales 3-4 con Guadalajara, luego de concluir el tiempo reglamentario con empate a uno.
América clasificó a la liguilla como quinto lugar de la tabla general; eliminó en cuartos de final a Guadalajara con marcador global de 2-1 y en semifinales ganaría la serie 3-1 a Necaxa. Al calificar a la final, y tal como lo establecía el reglamento vigente, la serie definitiva se pospuso mientras el equipo participaba en la Copa Mundial de Clubes de la FIFA 2016.
En el certamen internacional comenzó su participación en la ronda de cuartos final frente al Jeonbuk Hyundai de Corea del Sur, campeón asiático, a quien venció 2-1. En semifinales enfrentó al campeón de Europa, el Real Madrid; el resultado fue favorable para el conjunto merengue dos goles a cero, ambos tantos cayeron en los tiempos de compensación del primer y segundo tiempo. Finalmente y luego de remontar un marcador adverso de 2-0, empatando a dos tantos, el equipo caería 3-4 en la ronda de penales frente al Atlético Nacional, esto en el marco del duelo por el tercer lugar.
De regreso a México el equipo afrontó la final del campeonato de liga frente a Tigres UANL. El juego de ida en el estadio Azteca concluyó con empate a un gol. En la vuelta, que se disputó el 25 de diciembre de 2016, y en el marco de un cerrado encuentro, terminó con empate a cero en los primeros noventa minutos. En los tiempos extra cayeron los goles, uno por cada equipo, por lo que la igualada derivó en la definición de penales, misma que perdería el club 3-0.
Con la continuidad de Ricardo Lavolpe, el equipo afrontó los dos torneos locales del primer semestre de 2017. En el torneo de Copa logró la clasificación a la ronda de octavos de final, misma donde caería ante Tijuana, perdiendo en duelo único un gol por cero. En la liga, nuevamente mostró irregularidad y finalizó el certamen en noveno lugar, perdiendo la posibilidad de clasificar en las últimas jornadas, cuando acumuló tres derrotas consecutivas, dos de ellas como local, y bastando apenas un punto para clasificar. En medio de la caída en el nivel deportivo del equipo, se presentó la renuncia, de quien había sido presidente deportivo del club desde 2011, Ricardo Peláez. La eliminación del equipo significó su primera ausencia en fase final desde el Apertura 2011, luego de diez liguillas consecutivas.
La eliminación prematura del torneo anterior significó la salida de Lavolpe y el retorno de Miguel Herrera. Sin embargo la mala planeación, las dificultades financieras para conformar un plantel competitivo, las constantes lesiones y las reiteradas bajas de juego, ocasionaron nuevamente participaciones que, aunque estadísticamente aceptables (como el tercer lugar de la tabla general en liga), resultaron en fracasos para las aspiraciones del club. En los torneos de Supercopa 2017 (perdió 2-0 ante Querétaro, asistió ante la imposibilidad del vigente campeón de copa para jugar dos partidos el mismo día —Guadalajara, también campeón de liga, jugaría el campeón de Campeones— y habilitado por ser quien acumuló más puntos en el ciclo anual del torneo); Liga Apertura 2017 (eliminado por el eventual campeón Tigres en semifinales con global de 4-0, y luego de cuatro partidos sin anotar gol) y Copa Apertura 2017 (eliminado en semifinal por Monterrey en ronda de penales, y sin concretar ninguno de los tres tiros ejecutados), a pesar de mantenerse con aspiraciones en las fases finales, concluyó un año sin obtener título alguno por primera vez desde 2012.
Aun cuando se solventaron algunas de las problemáticas acontecidas en el torneo anterior, el club permaneció con una serie de altibajos que lo llevó a competir activamente en el torneo de liga Clausura 2018 y en la Liga de Campeones de la Concacaf 2018. En el torneo local alcanzó la segunda posición de la tabla general, pero fue eliminado en semifinales con global 3-6 ante Santos Laguna; mientras que en la competencia internacional fue eliminado sorpresivamente en semifinales por Toronto con global 2-4.

### Ciclo 2018-19 con tres títulos
A pesar de los fracasos acontecidos la temporada anterior, el equipo mantuvo al director técnico Miguel Herrera y reforzó algunas de sus líneas para disputar los dos torneos caseros del segundo semestre del año. En la Copa México Apertura 2018 volvió a clasificar con relativa comodidad a la segunda ronda; sin embargo, luego de empatar en el tiempo reglamentario a dos tantos, cayó en penales con Fútbol Club Juárez en la fase de octavos de final. En tanto en el torneo de liga Apertura 2018, a pesar de algunos resultados adversos, el equipo concluyó en segundo lugar de la tabla general. En la fase final eliminó con marcador global de 5-4 a Toluca en cuartos de final y 7-2 a UNAM en semifinales. En la final enfrentaría, por cuarta ocasión en serie definitiva, al líder general de la competencia (y desde ese certamen compañero en el Estadio Azteca) Cruz Azul. El partido de ida, a pesar de la expectativa generada deslució con un marcador de empate a cero. El duelo de vuelta el 16 de diciembre permaneció cerrado en términos futbolísticos, hasta el minuto 50 cuando Edson Álvarez adelantó al cuadro azulcrema (visitante administrativo) con un disparo fuera del área; este mismo jugador concretaría al minuto 89 el dos a cero definitivo con el que América se coronó campeón de liga.
En el primer semestre de 2019, y aun cuando era el campeón vigente de liga, el equipo buscó solventar algunas de las carencias ofensivas que había padecido en el torneo de su coronación, por ello se presentaron las incorporaciones de Nicolás Castillo y Nicolás Benedetti. En la Copa México Clausura 2019 encabezó su grupo por encima de Atlético de San Luis y Necaxa, eliminó con marcador de 5-2 a Pachuca en octavos de final, derrotó a Guadalajara 2-0 en cuartos de final y 4-0 a Tijuana en semifinales. La final la disputó el 10 de abril de 2019 ante FC Juárez en el estadio Benito Juárez; las características cerradas en el estilo de ambos conjuntos, derivó en la definición a través de un gol por la vía del tiro penal, anotado por Emanuel Aguilera, con lo cual América se proclamó campeón de este certamen por primera vez desde 1973-74. No obstante, no pudo conseguir el doblete y el bicampeonato de liga luego de caer eliminado por el criterio de mejor posición en la tabla ante León en la fase semifinal de la Liga Clausura 2019.
Inició el nuevo ciclo futbolístico con la disputa del Campeón de Campeones 2018-19 el 14 de julio de 2019 en el Dignity Health Sports Park de Carson, California; en calidad de campeón de liga del Apertura 2018 se enfrentó al campeón de liga del Clausura 2019 Tigres de la UANL. El encuentro concluyó en el tiempo regular con empate a cero; la definición fue directamente a tanda de penales, donde el equipo conquistó su sexto campeonato del certamen con marcador de 6-5, en la tercera ronda de muerte súbita, siendo el portero Agustín Marchesín el anotador de dicho tanto.
Durante el segundo semestre de 2019 el equipo únicamente disputó la Liga Apertura 2019, sin embargo se vio inmerso en una serie de dificultades no planeadas, que volvieron irregular su paso durante el certamen; las bajas por traspaso al extranjero de Edson Álvarez, Mateus Uribe y Agustín Marchesín, y las constantes lesiones en las que vieron involucrados la mayoría de los titulares, mellaron significativamente el nivel de juego del equipo, no obstante de haber incorporado contrataciones destacadas, que incluyeron a las figuras mexicanas Guillermo Ochoa y Giovani Dos Santos, así como el juvenil uruguayo Federico Viñas (que se destacó por su goles decisivos). El club concluyó la fase regular en sexto lugar, en la liguilla trascendió su capacidad de respuesta al remontar en los juegos de vuelta, marcadores adversos de los encuentros de ida, frente a Tigres y Morelia en cuartos de final y semifinales respectivamente. Sin embargo en la final, y a pesar de haber momentáneamente repetido la fórmula, es decir, remontar la derrota de la ida, frente a Monterrey en el juego de vuelta, este empató el marcador global (3-3) y superó al equipo de Coapa en la tanda de penales 4-2, todo esto en el Estadio Azteca el 29 de diciembre de 2019.

## Años 2020
En el primer semestre del año 2020 el equipo habría de tener participación en el torneo de liga Clausura 2020 y en la Liga de Campeones de la Concacaf 2020. Encararía ambas competencias considerablemente disminuido al presentar nuevas bajas por lesión, la salida al extranjero del mediocampista Guido Rodríguez y problemas extracancha de algunos jugadores. Sin embargo, a la altura de la jornada 10 del campeonato local (ubicado en el cuarto lugar) y después del partido de ida de los cuartos de final del torneo continental (había eliminado en octavos de final en penales a Comunicaciones y vencido 3-0 en el mencionado juego de cuartos a Atlanta United), el 15 de marzo de 2020 se decretó la suspensión del torneo de liga (previamente el certamen continental también) por la contingencia sanitaria derivada de la Pandemia por COVID-19. La postergación de la competición local alcanzó un punto crítico hasta que el 22 de mayo de 2020, y por primera vez desde el campeonato 1930-31, las autoridades de la liga determinaron la finalización del torneo.
Reiniciada la actividad en el marco de la denominada nueva normalidad por la Pandemia de COVID-19, el equipo continuó arrastrando la serie de problemáticas con las que inició y terminó el inconcluso torneo anterior, es decir, lesiones, bajas de juego, indisciplinas y ahora contagios por COVID-19. La situación hizo crisis con las tempranas eliminaciones en cuartos de final de la liga Guard1anes 2020 y la semifinal de la postergada Liga de Campeones de la Concacaf 2020; lo anterior, aunado a su reincidente indisciplina, derivaron en la destitución de Miguel Herrera.
El equipo inició una etapa de renovación con la llegada al banquillo del entrenador argentino Santiago Solari, quien por principio pretendió recuperar el nivel de jugadores que habían estado a la baja y concluir con la larga racha de lesiones que mermaban al equipo, también realizó la novedosa incorporación de un jugador surgido de la Fábrica del Real Madrid, Álvaro Fidalgo; modificó la dinámica y rutina de las concentraciones, la metodología, disciplina y seriedad de los entrenamientos (contrastante con el bajo nivel y falta de trabajo del anterior entrenador). El torneo de liga Guard1anes 2021 se desenvolvió de manera satisfactoria ante el mejoramiento del nivel de juego del equipo, en decaimiento los últimos tres años; esto se manifestó en la consecución de una destacada racha histórica sobre la cancha de diez victorias consecutivas entre las jornadas 5 y 14, cortada a siete luego que una alineación indebida de Federico Viñas (quien no jugó, pero estuvo en la banca sin registro formal durante 30 minutos) ocasionara se le retiraran los tres puntos del triunfo 2-0 sobre Atlas de la fecha 7. Sin embargo, sumando una victoria en la Liga de Campeones de la Concacaf 2021, en medio de la racha liguera, permitió a Solari y al equipo empatar la marca de ocho triunfos consecutivos en partidos oficiales (implantada en 1974-75, 1993-94 y verano 1997). En este torneo al terminar el primer semestre del año el club alcanzó la ronda de semifinales luego de eliminar a Olimpia (2-2 por gol de visitante) y vencer 4-2 en el global a Portland Timbers. La siguiente fase se jugaría en agosto. 
En tanto en el torneo de liga se concluyó con la mejor marca en torneos cortos para un técnico debutante, y en general se empató el mejor desempeño estadístico en un certamen de 17 fechas al terminar con 38 puntos, producto de 12 victorias, dos empates y tres derrotas finalizando en el segundo lugar de la tabla (los mismos del Apertura 2005 donde América fue líder general; y por debajo de las 43 unidades del Apertura 2002, torneo de 19 jornadas). No obstante, y con las desventajas de no haber renovado el plantel en puestos claves por la premura del cambio en la dirección técnica, el equipo no logró superar puntuales deficiencias que se acarreaban del pasado y cayó eliminado por gol de visitante (global 5-5) ante Pachuca en cuartos de final.
En el segundo semestre del año el equipo disputó las semifinales de la Liga de Campeones de la Concacaf 2021, superando a Philadelphia Union; su rival en la final fue Monterrey, sin embargo caería por primera vez en la historia de la serie definitiva por el título de la confederación, luego de haber ganado siete de siete. En el torneo de liga Apertura 2021 mantuvo un nivel de competencia óptimo para concluir nuevamente como líder general de la competencia en la fase regular, sin embargo cayó por global 3-1 con Pumas de la UNAM en la ronda de cuartos de final. En el Clausura 2022 a pesar de remontar catorce posiciones en la tabla general para clasificar a la fase final, luego de ocupar el último peldaño en la jornada 10 y concluir como cuarto lugar, el conjunto americanista cayó por global 4-1 en semifinales ante Pachuca.
En el Apertura 2022 nuevamente se presentó un mal inicio del equipo, y de nuevo remontó posiciones, en esta ocasión para concluir como líder general de la competencia con 38 puntos, la reacción se fraguó en gran medida al conseguir implantar una nueva marca de victorias consecutivas en la historia del club con nueve, racha acumulada entre las jornadas 7 y 14, pero incluyendo el duelo adelantado de la fecha 16, jugado entre las jornadas 10 y 11. El destacado nivel futbolístico del equipo se refrendó en la ronda de cuartos de final al establecer la marca histórica de la liga del global más abultado en fase final, al derrotar 11-2 a Puebla. Sin embargo caería por global 3-2 en semifinales frente a Toluca.

### Tricampeonato de liga 2023-24
Después del abandono de la dirección técnica del equipo por Fernando Ortiz, el equipo contrató al entrenador brasileño André Jardine, cabeza del campeón olímpico Brasil en Tokio 2020, para participar paralelamente en la primera versión oficial de la Leagues Cup y el torneo de liga Apertura 2023; a la vez de sumar las incorporaciones del delantero Julián Quiñones y el defensa Kevin Álvarez. Fuera de ellos (y la tardía llegada de Igor Lichnovsky), el conjunto "azulcrema" mantuvo la base de jugadores que desde tres años atrás habían iniciado un proceso de renovación, no concretado desde la etapa de Santiago Solari. La recuperación del estado físico de elementos afectados, la continuidad del nivel destacado de jugadores como Henry Martín, Diego Valdés y Álvaro Fidalgo, así como la consolidación de refuerzos de torneos pasados, serían los componentes de la sobresaliente actuación del club en ese semestre.
Luego de una temprana eliminación en el torneo norteamericano y de caer en su primer partido de fase regular en la liga, la escuadra americanista realizó una notable campaña reflejada en registros tales como la cadena de 19 partidos sin derrota, 20 juegos sin perder como visitante y 27 duelos consecutivos marcando gol, desde luego estas dos últimas rachas heredadas de certámenes anteriores. Todo esto le permitió concluir la fase regular como líder general de la competencia con 40 puntos (el mejor registro del equipo en torneos de 17 fechas), producto de 12 victorias, cuatro empates y solo una derrota; también finalizó como la mejor ofensiva con 37 goles y la mejor defensiva con 14 tantos encajados.
En la liguilla enfrentó en cuartos de final a León, a quien venció en el marcador global 4-2 (empate a dos en la ida, triunfo 2-0 en la vuelta). En semifinales definió la serie ante Atlético de San Luis desde el partido de ida al ganar con marcador de 0-5, lo que provocó el titubeo y descenso de nivel en la vuelta como local donde perdió 0-2, no obstante alcanzó su final de liga número dieciocho.
La serie por el título de liga sería ante el campeón vigente, Tigres de la UANL. El partido de ida el 14 de diciembre se jugó en el estadio Universitario de Nuevo León, este concluyó con empate a un tanto. Los "azulcremas" abrieron el marcador por la vía penal a través de Henry Martín, y Ozziel Herrera logró el empate para los "felinos".
El juego de vuelta se celebró el 17 de diciembre de 2023 en el Estadio Azteca, ante la expectativa de un duelo que enfrentaba por quinta vez en los últimos nueve años, en finales de competencia oficial a estos dos conjuntos. En un partido cerrado en medio campo, con actuaciones destacadas de los porteros, el tiempo regular concluyó con empate a cero tantos. El desarrollo del partido cambio en la prórroga y se sucedieron los goles americanistas, primero marcó Julián Quiñones al minuto 91, después a través de un disparo de larga distancia lo hizo Richard Sánchez al 103 y Jonathan Rodríguez al 119 cerró la cuenta del 3-0 definitivo (4-1 global), y por ende la consecución del campeonato de liga.
Durante el primer semestre de 2024, el equipo inició su participación en la Copa de Campeones de la Concacaf 2024, alternando con la Liga Clausura 2024; en ambos torneos presentándose como uno de los favoritos, ya que conservó la mayor parte del plantel campeón y únicamente complementó la escuadra en algunas zonas. No resultó exitosa su incursión en el certamen continental, a pesar de resultados notables en las rondas previas (globales de 3-2 a Real Estelí en primera fase, 5-3 a Guadalajara en octavos de final y 9-2 a New England Revolution en cuartos de final) ya que cayó 3-2 con Pachuca en semifinales, perdiendo no solo la posibilidad de su octavo título confederativo, sino la clasificación a la Copa Mundial de Clubes de la FIFA 2025. Sin embargo, pese a un descenso en el ritmo futbolístico de varias de las figuras, mantuvo la inercia de resultados positivos en la campaña regular, concluyendo nuevamente como líder general de la competencia con 35 puntos, producto de diez victorias, cinco empates y dos derrotas (30 goles a favor y 12 en contra); este hecho no solo representó sus primeros lideratos hilvanados desde las campañas 1982-83 y 1983-84, sino concluir el ciclo futbolístico como el mejor equipo de la liga, que le redituaria, además de un galardón en el Balón de oro, su clasificación directa a la ronda de octavos de la Copa de Campeones de la Concacaf 2025.
En la fase final por el título, repitió en menos de dos semanas, enfrentamiento a eliminación directa con el Pachuca, en esta ocasión saliendo avante en los cuartos de final de la liga, empatando a dos en el global, y avanzando por su mejor posición en la tabla. En semifinales derrotó por global de 1-0 a Guadalajara; enfrentándose en la final de liga, por quinta vez en la historia a Cruz Azul. El partido de ida en el Estadio de la Ciudad de los Deportes concluyó con empate a un tanto; la vuelta se disputó el 26 de mayo de 2024 en el Estadio Azteca, está se definió por medio de un gol vía tiro penal cobrado por Henry Martín. El global 2-1 significó el bicampeonato para el conjunto americanista (no lo era desde las temporadas 1987-88 y 1988-89) y acreditarse automáticamente el Campeón de Campeones 2023-24.
El título automático del Campeón de Campeones derivó en su participación por el cetro de la Supercopa de la Liga MX 2024, competencia a duelo único, creada en 2022, para enfrentar al equipo que resultara bicampeón de liga del mismo ciclo futbolístico, contra el anterior ganador del Campeón de Campeones, en este caso Tigres de la UANL (vencedor en 2022-23). El partido se celebró el 30 de junio de 2024 en el Dignity Health Sports Park de Los Ángeles. El conjunto azulcrema conquistó el título al vencer 2-1 a los universitarios, con tantos de Javairô Dilrosun y Henry Martín.
El Torneo Apertura 2024 se desarrolló en medio de coyunturas que mermaron la actuación del equipo durante la fase regular; de inicio el club jugó la totalidad del certamen fuera del Estadio Azteca, al concretar su mudanza temporal (por la remodelación de su inmueble para la Copa del Mundo de 2026) al Estadio de la Ciudad de los Deportes; a lo largo de la campaña, dieciséis jugadores estuvieron al menos un partido ausentes por lesión; la falta de pretemporada que chocó nuevamente con la interrupción del torneo de liga debido a la Leagues Cup 2024, competición donde sería eliminado en la fase de cuartos de final. Todo esto ocasionó que, después de ocho torneos consecutivos, acabara por debajo de los cuatro primeros lugares de la tabla general; fue octavo con 27 puntos, producto de ocho victorias, tres empates y seis derrotas, anotando 27 goles y recibiendo 21.
En medio del torneo de liga, disputó y ganó la llamada Campeones Cup 2024, certamen que enfrentó a los campeones vigentes de la Major League Soccer 2023 y del Campeón de Campeones 2023-24 de la Liga MX. El 25 de septiembre en el estadio Lower.com Field de Columbus, Ohio venció 5-4 en la serie de penales (luego de empatar a un tanto en el tiempo reglamentario) al cuadro local, el Columbus Crew.
Por primera vez, desde que se restituye el repechaje (hoy llamado "play-in") en el Apertura 2020, América accede a la fase final por medio de dicha reclasificación, en esta derrotó por la vía de los penales (3-2) a Tijuana, luego de empatar a dos en el tiempo regular. En cuartos de final (como ganador de la primera ronda del play-in) fue sembrado como séptimo, para enfrentar al sublider Toluca, venciendo al cuadro mexiquense en los dos partidos de la eliminatoria por idéntico marcador de 2-0. En semifinales se reeditó la final del torneo anterior contra Cruz Azul, líder general de la competencia y favorito al cetro; ambos equipos compartían la localía de la Ciudad de los Deportes, el juego de ida terminó con empate a cero, y la vuelta, que sería destacada por la prensa como uno de los mejores partidos en la historia de la liguilla, concluyó con victoria americanista de 4-3. En la final enfrentó a Monterrey, el juego de ida tuvo que disputarse en el Estadio Cuauhtémoc de Puebla, debido al empalme el 12 de diciembre con un evento en la Plaza México, vecina de Ciudad de los Deportes; América ganó el duelo 2-1 con tantos de Kevin Álvarez y Alejandro Zendejas. El partido de vuelta se jugó el 15 de diciembre de 2024 en el Estadio BBVA; el primer gol del partido fue un tiro de larga distancia de Richard Sánchez que definió la serie, aun cuando un gol de "Rayados" caería en los últimos minutos del segundo tiempo. América consiguió el tercer tricampeonato de liga en su historia, el primero de cualquier institución desde el establecimiento de los torneos cortos (el conjunto azulcrema había sido el último tricampeón en 1983-84, 1984-85 y Prode 1985), y también el primer cetro de liga que conquista en una final de vuelta jugada fuera del Estadio Azteca.

## Cronologías

### Títulos
| Fecha                    | Título                          | Resultado y rival    | Nota |
| ------------------------ | ------------------------------- | -------------------- | --- |
| 27 de junio de 1920      | Copa Tower                      | 2-1 Asturias         | Primer título oficial para el equipo luego de ingresar a la Liga Mexicana.                                                                                 |
| 1 de marzo de 1925       | Liga                            | 1-0 Asturias         | Primer título de liga; aseguró la primera posición de la tabla ganando su duelo de la fecha 10.                                                            |
| 9 de mayo de 1926        | Liga                            | 1-0 Asturias         | Tercer partido de la serie de desempate, luego de finalizar empatados en el primer lugar de la tabla.                                                      |
| 5 de junio de 1927       | Liga                            | 2-1 Aurrerá          | Tricampeonato con el que se le concedió la Copa Challenger                                                                                                 |
| 30 de septiembre de 1928 | Liga                            | 7-3 Germania FV      | Partido de la jornada 11, tres antes del final, donde se aseguraba el título.                                                                              |
| 24 de julio de 1938      | Copa México                     | 3-1 España           | Primer campeonato de Copa México |
| 12 de mayo de 1954       | Copa México                     | 1-1 Guadalajara      | América ganó en penales 3-2 |
| 6 de marzo de 1955       | Copa México                     | 1-0 Guadalajara      | |
| 10 de marzo de 1955      | Campeón de Campeones            | 3-2 Zacatepec        | Primer título de Campeón de Campeones |
| 21 de abril de 1964      | Copa México                     | 1-1 Monterrey        | América ganó 5-4 en penales |
| 7 de marzo de 1965       | Copa México                     | 4-0 Morelia          | |
| 19 de diciembre de 1965  | Liga                            | 2-0 Veracruz         | Aseguro el primer lugar de la tabla en la última fecha. |
| 1 de agosto de 1971      | Liga                            | 2-0 Toluca           | Primer campeonato bajo el formato de fase final; el juego de ida en la final concluyó con empate a cero.                                                   |
| 16 de diciembre de 1973  | Copa México                     | 2-1 Cruz Azul        | |
| 8 de agosto de 1976      | Liga                            | 1-0 U de G           | Global 4-0 |
| 15 de agosto de 1976     | Campeón de Campeones            | 2-0 Tigres UANL      | Duelo único para definir el título. Previamente Tigres había vencido a América en la final de Copa México.                                                 |
| 17 de enero de 1978      | Copa de Campeones de CONCACAF   | 1-1 S.V. Robinhood   | Segundo juego de la serie final definida en Paramaribo, global 2-1                                                                                         |
| 14 de abril de 1978      | Copa Interamericana             | 2-1 Boca Juniors     | Serie a definir por puntos; las victorias de cada uno en los dos primeros duelos, obligaron a un tercer juego.                                             |
| 10 de junio de 1984      | Liga                            | 3-1 Guadalajara      | Global 5-3 |
| 28 de mayo de 1985       | Liga                            | 3-1 UNAM             | Tercer partido de la serie final con global 4-2. |
| 6 de octubre de 1985     | Liga                            | 4-0 Tampico Madero   | América remonto una desventaja de 1-4 del juego de ida. |
| 28 de octubre de 1987    | Copa de Campeones de CONCACAF   | 2-0 Defence Force    | Global 3-1 |
| 3 de julio de 1988       | Liga                            | 4-1 UNAM             | Global 4-2 |
| 10 de julio de 1988      | Campeón de Campeones            | 2-0 Puebla           | Global 3-2 |
| 16 de julio de 1989      | Liga                            | 2-2 Cruz Azul        | Global 5-4 |
| 20 de julio de 1989      | Campeón de Campeones            | 2-1 Toluca           | Duelo único |
| 12 de marzo de 1991      | Copa de Campeones de CONCACAF   | 6-0 FC Pinar del Río | Global 8-2 |
| 12 de octubre de 1991    | Copa Interamericana             | 2-1 Olimpia          | Global 3-2 |
| 5 de enero de 1993       | Copa de Campeones de CONCACAF   | 1-0 Alajuelense      | Duelo único |
| 5 de agosto de 2001      | Copa de Gigantes de la Concacaf | 2-0 D.C. United      | |
| 26 de mayo de 2002       | Liga                            | 3-0 Necaxa           | Global 3-2 |
| 29 de mayo de 2005       | Liga                            | 6-3 UAG              | Global 7-4 |
| 27 de julio de 2005      | Campeón de Campeones            | 2-1 UNAM             | El partido de ida finalizó con empate a cero. |
| 19 de abril de 2006      | Copa de Campeones de CONCACAF   | 2-1 Toluca           | Global 2-1 |
| 26 de mayo de 2013       | Liga                            | 2-1 Cruz Azul        | Global 2-2, América ganó 4-2 en penales. |
| 14 de diciembre de 2014  | Liga                            | 3-0 Tigres UANL      | Global 3-1. |
| 29 de abril de 2015      | Concacaf Liga Campeones         | 4-2 Montreal Impact  | Global 5-3. |
| 27 de abril de 2016      | Concacaf Liga Campeones         | 2-1 Tigres UANL      | Global 4-1. |
| 16 de diciembre de 2018  | Liga                            | 2-0 Cruz Azul        | Global 2-0. |
| 10 de abril de 2019      | Copa México                     | 1-0 FC Juárez        | Final a partido único |
| 14 de julio de 2019      | Campeón de Campeones            | 0-0 Tigres UANL      | Duelo único. Ganó América 6-5 en penales |
| 17 de diciembre de 2023  | Liga                            | 3-0 Tigres UANL      | Global 4-1. |
| 26 de mayo de 2024       | Liga y Campeón de Campeones     | 1-0 Cruz Azul        | Global 2-1. Se adjudicó automáticamente el Campeón de Campeones 2023-24 al ganar los dos torneos de liga del ciclo futbolístico.                           |
| 30 de junio de 2024      | Supercopa de la Liga MX         | 2-1 Tigres UANL      | Certamen especial, creado en 2022, que enfrenta al bicampeón de liga (y automático Campeón de Campeones) con el anterior ganador de la serie de campeones. |
| 15 de diciembre de 2024  | Liga                            | 1-1 Monterrey        | Global 3-2. |

### Debut en competencia
| Fecha                    | Competencia                                   | Resultado y rival     | Nota |
| ------------------------ | --------------------------------------------- | --------------------- | --- |
| 21 de octubre de 1917    | Liga Mexicana de Football Amateur Association | 0-1 Júnior Club       | Primer partido oficial de la historia. |
| 31 de marzo de 1918      | Copa Tower                                    | 2-1 México            | |
| 27 de octubre de 1919    | Copa Eliminatoria                             | 6-1 Pachuca           | |
| 7 de noviembre de 1920   | Liga Nacional                                 | 1-0 Amicale           | Liga separatista organizada por el España |
| 22 de octubre de 1922    | Primera División de México                    | 2-0 España            | Primer partido en la historia del actual campeonato mexicano de liga, organizada por la Federación Mexicana de Fútbol fundada en agosto de ese mismo año.        |
| 9 de julio de 1933       | Copa México                                   | 9-2 Sporting Club     | |
| 16 de mayo de 1954       | Campeón de Campeones                          | 0-1 Marte             | |
| 15 de enero de 1978      | Copa de Campeones de CONCACAF                 | 1-0 S.V. Robinhood    | Primer partido internacional en torneo oficial. |
| 28 de marzo de 1978      | Copa Interamericana                           | 0-3 Boca Juniors      | |
| 15 de enero de 1998      | Selectivo Pre Libertadores                    | 2-0 Guadalajara       | |
| 10 de febrero de 1998    | Liguilla Pre Libertadores                     | 2-0 Atlético Zulia    | |
| 4 de marzo de 1998       | Copa Libertadores de América                  | 1-0 Guadalajara       | Primer partido de clubes mexicanos en Copa Libertadores |
| 8 de julio de 2001       | Copa de Gigantes de la Concacaf               | 1-0 Municipal         | |
| 4 de enero de 2004       | InterLiga                                     | 3-2 Atlante           | |
| 21 de septiembre de 2005 | Copa Sudamericana                             | 3-3 Atlético Nacional | |
| 11 de diciembre de 2006  | Copa Mundial de Clubes de la FIFA             | 1-0 Jeonbuk Hyundai   | |
| 16 de julio de 2017      | Supercopa de México                           | 0-2 Querétaro         | |
| 27 de julio de 2023      | Leagues Cup                                   | 4-0 St. Louis City SC | El equipo ya había participado en las ediciones 2019 y 2022, pero fueron certámenes amistosos, fue hasta el torneo de 2023 que este contó con categoría oficial. |
| 30 de junio de 2024      | Supercopa de la Liga MX                       | 2-1 Tigres de la UANL | Certamen especial, creado en 2022, que enfrenta al bicampeón de liga (y automático Campeón de Campeones) con el anterior ganador de la serie de campeones.       |

### Hitos relevantes
| Fecha                   | Competencia  | Resultado y rival     | Nota                                     |
| ----------------------- | ------------ | --------------------- | ---------------------------------------- |
| 4 de noviembre de 1917  | Liga 1917-18 | 2-0 Deportivo Español | Primera victoria oficial de la historia. |
| 1 de enero de 1923      | Amistoso     | 3-2 Comunicaciones    | Primer partido en el extranjero.         |
| 19 de diciembre de 1926 | Liga 1926-27 | 10-0 Germania FV      | Mayor goleada a favor de la historia.    |
| 29 de mayo de 1966      | Amistoso     | 2-2 Torino            | Primer partido en el Estadio Azteca.     |
| 25 de julio de 1971     | Liga 1970-71 | 0-0 Toluca            | Primer partido de fase final o liguilla. |